# Igreja Católica no Brasil
A Igreja Católica no Brasil é parte da Igreja Católica universal, em comunhão com a liderança espiritual do Papa, em Roma, e da Santa Sé. O catolicismo apostólico romano é atualmente a maior religião do Brasil, ativa no país desde o período pré-colonial, quando foi introduzida por missionários que acompanhavam os colonizadores portugueses. A Igreja Católica exerce grande influência nos aspectos político, social e cultural dos brasileiros. Apesar de haver liberdade religiosa no país, tem havido crescimento da tensão e divisões internas devido à polarização político-ideólogica, principalmente após as eleições de 2022.
O catolicismo tem sido a principal religião do Brasil desde o século XVI. Ela foi introduzida por missionários jesuítas que acompanharam os colonizadores portugueses nas terras do país recém-descoberto. O Brasil é considerado o maior país do mundo em número de católicos nominais, sua hegemonia deve ser relativizada devido ao grande sincretismo religioso existente no país. Entre as tradições populares do catolicismo no Brasil, estão a peregrinação a Basílica de Nossa Senhora Aparecida, que se pode ser feita pelo conhecido Caminho da Fé, além de outras festas católicas importantes, como o Círio de Nazaré — esta a maior manifestação religiosa do país —, Festa do Divino Espírito Santo e a Festa do Divino Pai Eterno. Ao passar do século XX, o interesse pelo catolicismo no país decaiu, tendo visto aumento de outras denominações cristãs, de outras religiosidades não cristãs e dos irreligiosos. Um reflexo disso é o grande número de pessoas que se intitulam católicos não praticantes. Houve também a criação da Igreja Católica Apostólica Brasileira pelo bispo excomungado Carlos Duarte Costa. Um dos bispos que ele consagrou mais tarde se reconciliaria como bispo com a Igreja Católica brasileira e em geral, sem receber nenhuma ordenação condicional.
Segundo pesquisa de 2014 do Pew Research Center, 81% da população brasileira foi criada no catolicismo, porém apenas 61% da população se mantinha católica naquele ano, uma diferença de 20%. Um dos desafios enfrentados pela Igreja Católica no Brasil é a perda de fiéis para igrejas protestantes e para a irreligião. O censo brasileiro de 2022 encontrou que 56,7% dos brasileiros se identificaram como católicos, uma redução de 8,4 pontos percentuais frente a 2010, quando 65,1% da população de 10 anos ou mais se identificou como católica. No mesmo período, os evangélicos subiram de 21,6% para 26,9%. Em pesquisa do Datafolha, no final de 2024, cerca de 50% da população pesquisada se identificava com o catolicismo. Em contraste, 25% se consideravam evangélicos. De acordo com o Anuário Pontifício da Santa Sé, em 2025, o número de membros da Igreja Católica Brasileira se recuperou. Ela consistia em 182 milhões de uma estimativa de 212 milhões de residentes, ou 86% da população.

## História

### Descobrimento e colonização

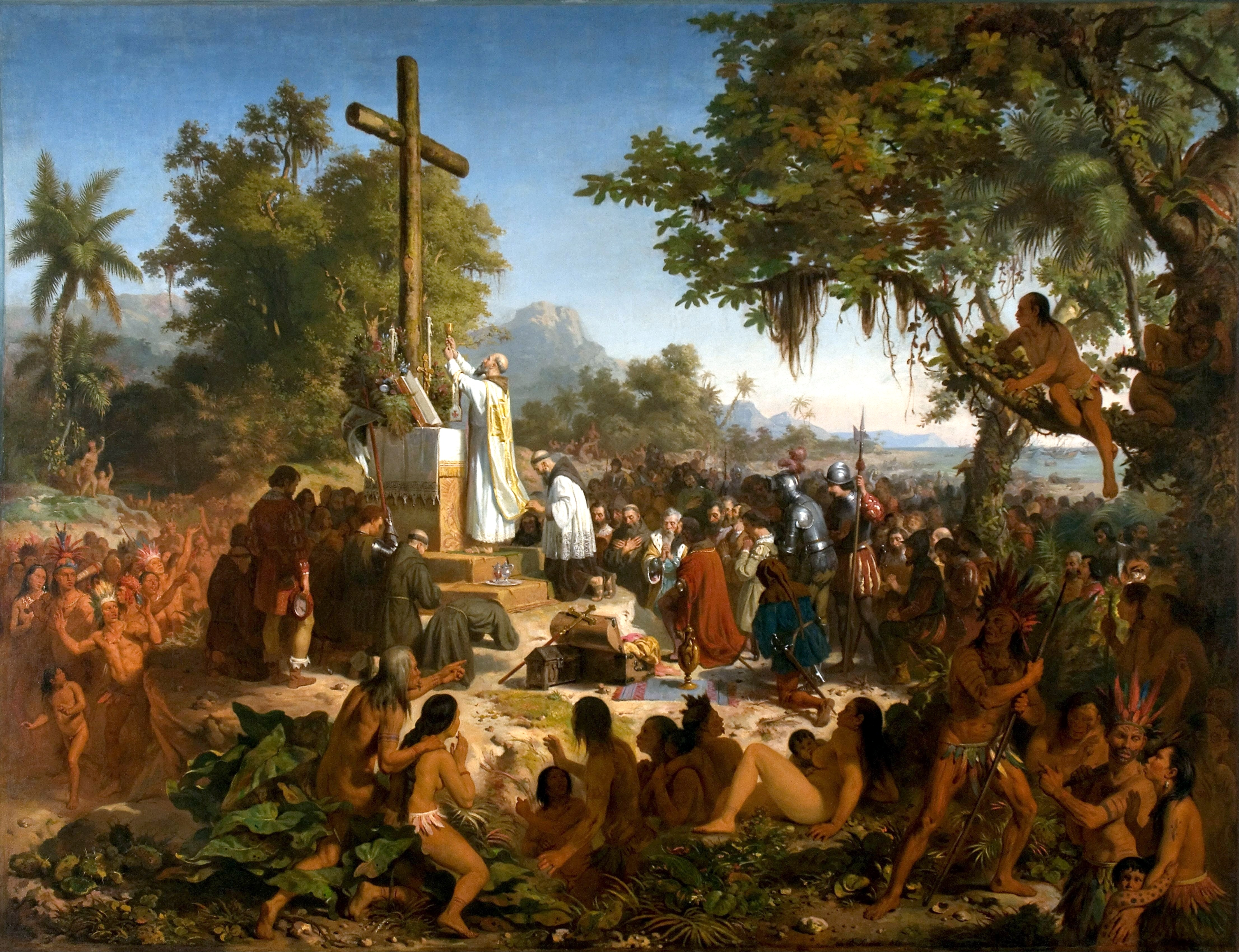
Primeira Missa no Brasil, quadro de Victor Meirelles.

A influência católica sobre o Brasil se iniciou antes mesmo do próprio descobrimento daquelas terras. A partir do momento em que os europeus deram a conhecer a existência do continente americano, espanhóis e portugueses estavam à beira de um conflito, para decidir quem deveria explorar o território. A fim de evitar uma guerra, a Espanha solicitou ao Papa Alexandre VI para que arbitrasse a questão. Em 4 de maio de 1493 foi publicada a Bula Inter Coetera, que determinava uma distância de 100 léguas (660 quilômetros) do Arquipélago dos Açores, que dividia o mundo, determinando que todas as terras a oeste dessa linha seriam de posse da Espanha e a leste os territórios portugueses. A tentativa de solução da disputa acabou não surtindo efeito, e o rei português Dom João II exigiu a revisão do acordo diplomático, sendo que mais uma vez, o papa foi convocado para intermediar novas negociações. Desse modo, em 7 de julho de 1494, o Tratado de Tordesilhas mudou a distância do limite para 370 léguas (2500 quilômetros) a oeste de Cabo Verde para o domínio português, sendo as restantes de posse espanhola. Com o novo acordo, Portugal garantiu sua autoridade sobre parte dos territórios do Brasil, que só teve sua descoberta anunciada seis anos mais tarde.

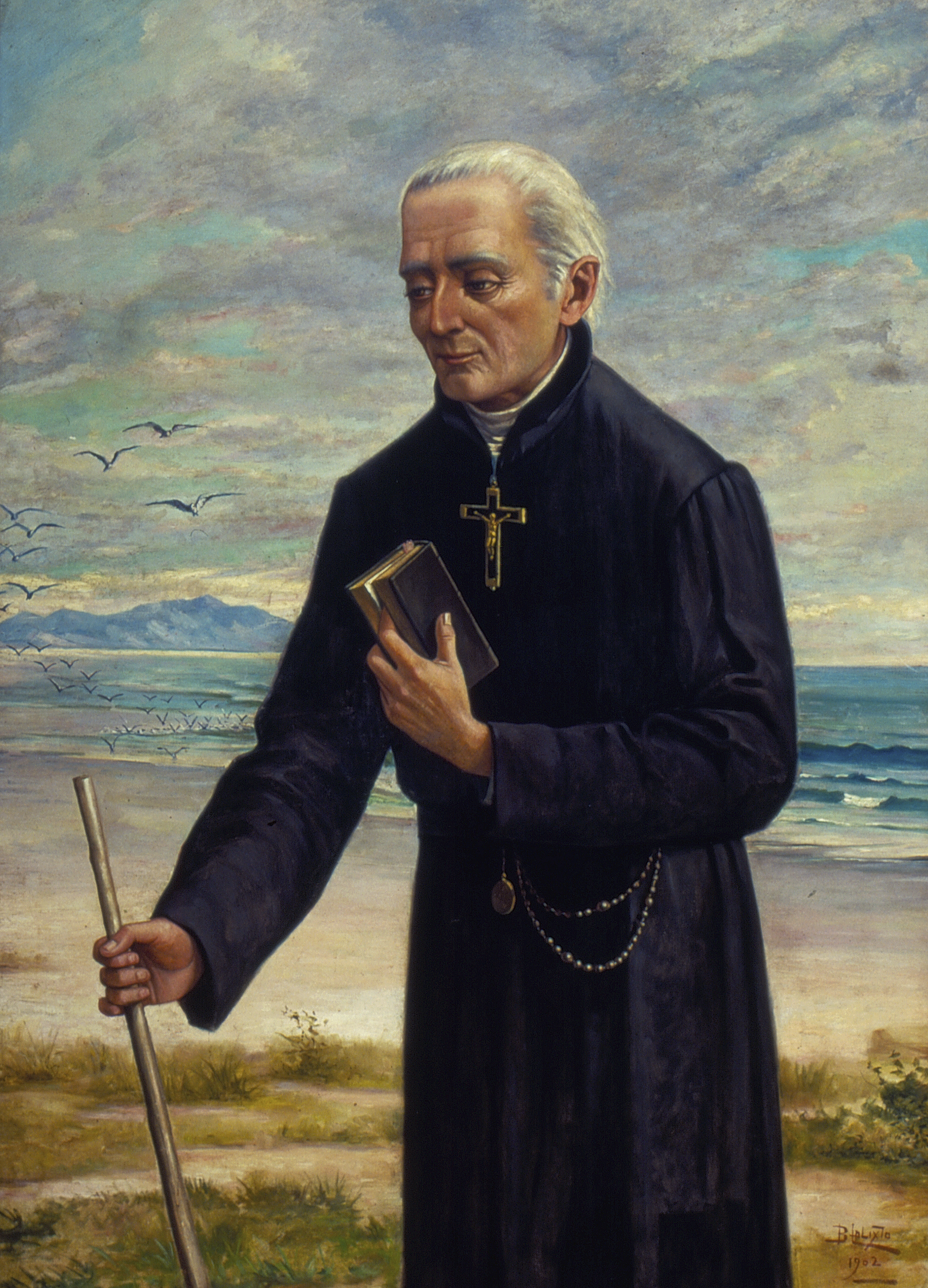
São José de Anchieta, um santo católico e fundador da cidade de São Paulo.

A fé católica chegou ao Brasil já no momento do descobrimento, e lançou profundas raízes na sociedade desde o primeiro momento de interação portuguesa com os habitantes indígenas. A própria chegada dos portugueses pode ser considerada um evento religioso, já que a chegada dos descobridores não era simplesmente vista com interesse político ou econômico, mas também com o interesse de evangelizar, expandir a fé católica. Um exemplo disso, é o fato de o primeiro nome oficial dado pelos colonizadores à nova terra foi Terra de Santa Cruz. Entretanto, vale ressaltar que os primeiros missionários a desembarcar no território brasileiro eram encarregados de cuidar dos assuntos internos do navio. Entre 1500 e 1521 chegou um grupo de franciscanos encarregados de evangelizar a  tribo tupi, acostumados a crenças panteístas, poligamia, canibalismo e guerras constantes. Inicialmente a evangelização não foi bem sucedida,e  os missionários e os colonizadores foram comidos pelos índios canibais. A real chegada de missionários enviados unicamente com o propósito de evangelizar se deu em 1549, acompanhando o governador-geral Tomé de Sousa, chefiados pelo padre Manuel da Nóbrega, chegaram seis jesuítas, dentre eles o padre José de Anchieta, que passou a ser chamado de Apóstolo do Brasil, e o Padre João de Azpilcueta Navarro. As missões jesuíticas fundaram cidades na colônia, como no caso de São Paulo, e desenvolveram ações contra a barbárie do canibalismo cometido por diversas tribos. O catolicismo era a religião oficial de Portugal e de suas colônias, e, portanto, todos os habitantes do Brasil tinham que obrigatoriamente adotá-lo como sua fé: os índios foram evangelizados por meio da catequese e os colonos nascidos no Brasil aceitavam-no como pressuposto de cidadania. Os escravos africanos eram batizados no porto de procedência ou desembarque e sua religiosidade apenas conseguiu sobreviver por meio do sincretismo com o catolicismo; os judeus transfiguraram-se em cristãos-novos. Durante o século XVI, ordens religiosas continuaram chegando para catequizar os índios, visivelmente São José de Anchieta, que aprendeu a língua tupi para facilitar o entendimento dos nativos. Conventos e mosteiros foram fundados nessa época, por exemplo, o Convento da Penha, no atual território do Espírito Santo. Nesse período, os batismos chegaram a 1.000 por ano. Durante o governo de Mem de Sá, império e jesuítas passaram a trabalhar juntos na construção de escolas.

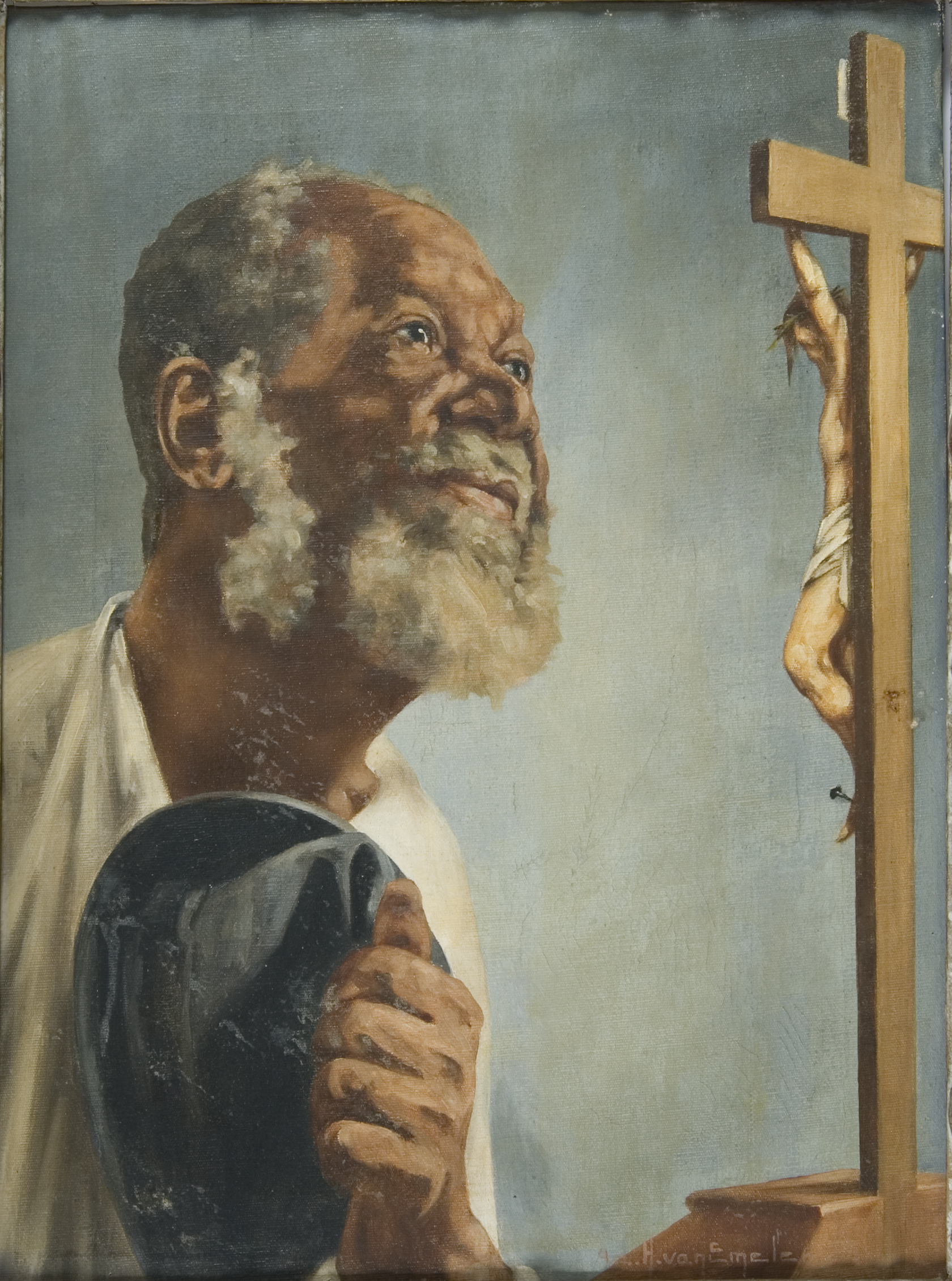
Negro com Chapéu na Mão Olhando Para um Crucifixo, pintura de Adrien Henri Vital van Emelen.

Uma vez considerados bárbaros pelos europeus, os índios acabavam recebendo proteção dos padres contra os maus tratos dos colonizadores. Durante o período de colonização, ordens e congregações religiosas assumem serviços nas paróquias e dioceses, a educação nos colégios, a evangelização do indígena e inserem-se na vida do país — notadamente os jesuítas. Os índios catequizados eram livres do trabalho escravo, enquanto que poderiam ser capturados apenas aqueles que praticavam o canibalismo ou vencidos em combates contra os portugueses. Nas artes, a religião católica também mostra suas influências desde o início, já que no começo o conjunto de seus escritos era chamado de literatura jesuítica, e começou com sacerdotes como o Padre Antônio Vieira, com seus sermões e cartas, e do Padre José de Anchieta no teatro e na poesia. Ainda assim, infelizmente, a historiografia foi muito marcada por historiadores marxistas que não só negaram como fizeram o possível para deletar a presença do sagrado católico, não apenas na cultura mas, de forma específica, na literatura. Leandro Garcia, doutor em Ciência da Religião e professor na Universidade Federal de Minas Gerais afirma ser o único estudioso da teopoética dentre um total de 136 professores. Ele também afirma ser difícil nos dias atuais manter a fé viva na universidade pública, e que a própria ideia de universidade surgiu na Idade Média com a Igreja Católica, então, "o nosso conceito de universidade é católico medieval e precisa ser valorizado".
A primeira confraria brasileira foi a Irmandade da Santa Casa de Misericórdia de Olinda, criada em 1539. No ano seguinte surgiu o primeiro hospital do Brasil, a Santa Casa de Misericórdia de Olinda, destinada a atender os enfermos dos navios dos portos e moradores das vilas e povoados.
As missões tiveram grande avanço com a chegada de novos missionários de Portugal. Outras missões franciscanas iniciaram seus trabalhos em 1584, sob comando do frei Melchior de Santa Catarina, em Olinda e expandindo-se para a Bahia em 1587, Iguaraçu em 1588 e na Paraíba em 1589. Em 70 anos, os franciscanos tinham mais de 20 mosteiros, com muitas missões nativas. Logo os jesuítas passaram a ter colégios na Bahia, no Rio de Janeiro e em Pernambuco. Só na capitania da Bahia existiam 62 igrejas e capelas, e 16 delas eram paróquias. Os carmelitas chegaram em 1580, à Capitania de Pernambuco liderados pelo frei Domingos Freire, e espalharam-se por Salvador, Santos, São Paulo e Rio de Janeiro, e cuidaram de muitas pessoas em suas missões, principalmente na região amazônica. As missões dos beneditinos tiveram início em 1581,  chefiados por Dom Antônio Ventura, fundaram uma abadia em Salvador em 1584, e em 80 anos tiveram mosteiros no Rio de Janeiro, Olinda, Paraíba do Norte, São Paulo, Santos e Sorocaba. Os mercedários chegaram em 1640, e os capuchinhos em 1642. Eles estudavam as tribos nativas e os seus costumes, a fim de facilitar a assimilação do evangelho por dessas tribos. Após a criação da Prelazia do Rio de Janeiro, o novo prelado percorreu todo o seu vasto território e tentou uma reforma nos costumes e na instrução religiosa do seu povo. Infelizmente, por defender aberta e vigorosamente o povo nativo, foi perseguido pelos colonos escravistas, assim como todos os seus sucessores até a elevação da prelazia a diocese, em 1676. No geral, diversas ordens tentaram defender mais direitos para os índios, confrontando os interesses da metrópole, e acabavam por ser expulsas de diversas regiões. Um dos grandes conhecidos por realizar esse trabalho foi o padre jesuíta Antônio Vieira.
Durante o século XVI e o século XVII, a legislação buscou certo equilíbrio entre Governo central e Igreja, tentando administrar os conflitos entre missionários, colonos e índios. Havia um grande impasse entre os colonizadores, que queriam escravizar os índios, e os religiosos, que desejavam catequizá-los e extirpar suas crenças pagãs. Os padres davam abrigo e fugiam com os índios a fim de buscar sua liberdade. No século XVII, durante as invasões holandesas do Nordeste brasileiro, o governador-geral Diogo de Mendonça Furtado, juntamente com muitos jesuítas, beneditinos e franciscanos, foram expulsos sob guarda para a Holanda. Outros religiosos fugiram para Pernambuco, e alguns padres, junto com o bispo Dom Marcos Teixeira de Mendonça, fugiram para o interior, enquanto os invasores intolerantes tentavam suprimir o catolicismo e instaurar o protestantismo na região. A catedral foi transformada em templo calvinista, o Colégio dos Jesuítas em quartel e as igrejas em armazéns. Os portugueses retomaram Salvador em 1625, mas os holandeses retornaram em 1630, mantendo Olinda e Recife sob seu domínio. Os católicos sofreram repressão e intolerância dos protestantes neerlandeses: aos franciscanos foi permitido o uso de quatro dos seus seis mosteiros, aos carmelitas apenas um dos seus dez mosteiros, enquanto os jesuítas foram totalmente proibidos. Depois que franciscanos e carmelitas planejaram uma revolta, os padres foram presos. Maurício de Nassau, governador neerlandês, pôs fim à perseguição por um curto período de tempo e restringiu os ministros calvinistas em suas ações anticatólicas, embora mais tarde tenha exilado e matado frades. Uma série de batalhas de 1648 a 1649 esmagou os neerlandeses, encerrando assim a mais forte ameaça protestante do período colonial.
Até meados do século XVIII, o Estado controlou a atividade eclesiástica na colônia por meio do padroado, que consistia em que Estado arcasse com o sustento da Igreja e impedisse a entrada de outros cultos no país, em troca de reconhecimento e obediência. Era função da Coroa Portuguesa nomear e remunerar membros do clero, criar dioceses, conceder licenças para construir igrejas. Com esse acordo entre a Santa Sé e a monarquia portuguesa, a evangelizção foi atrasada e poderia ter sido muito menos tardia, já que por mais de um século, o Brasil só teve a Diocese de Salvador, na Bahia. Após 1676, foram criadas mais três. Até a independência, em 1822, o vasto território brasileiro tinha apenas sete dioceses. Acabavam sendo comuns também as desavenças da coroa e da Igreja, já que o Estado aplicava seu dinheiro na igreja e não aceitava ser contrariado, mesmo que isso comprometesse a evangelização. O padroado só viria a se extinguir com a proclamação da república, em 1889, quando o Estado passou a ser laico.

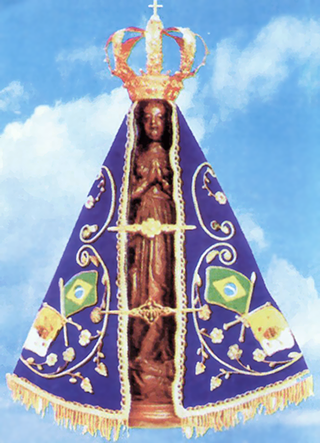
Nossa Senhora Aparecida, padroeira do Brasil.

Em 1707, com as Constituições Primeiras do Arcebispado da Bahia, elaboradas por bispos em uma reunião em Salvador, a hierarquia da Igreja conquista mais autonomia. As constituições uniformizam o culto, a educação, a formação do clero e a atividade missionária. Não impedem, porém, o agravamento dos conflitos entre colonizadores e padres, em torno da escravização dos índios, que desembocam no fechamento da Companhia de Jesus pelo Marquês de Pombal em 1759. Em 1717, os pescadores João Alves, Felipe Pedroso e Domingos Garcia encontraram uma imagem de Nossa Senhora da Conceição, feita de terracota, com 36 centímetros de altura no Rio Paraíba do Sul. Ela estava quebrada em duas partes: o corpo e a cabeça. O fato foi considerado um milagre, e, como a santa "apareceu" a eles, foi dado a ela o título de Nossa Senhora Aparecida, que viria a ser considerada a padroeira do Brasil. Pesquisadores acreditam que a cor original da imagem não era negra, mas que o tempo de submersão fez com que ela ficasse escura; e em um país com grande população negra, fez com que muitas pessoas se vissem representadas pela imagem. Muitos milagres são relacionados a Nossa Senhora Aparecida, como aos próprios homens que a encontraram, que não estavam fazendo uma boa pesca naquele dia, e, após encontrarem a imagem, conseguiram pescar muitos peixes. Em 1874 foi relatado o milagre de uma menina cega que, ao peregrinar a capela dedicada à santa, voltou a enxergar, sendo a igreja a primeira coisa que ela conseguiu ver quando recuperou a visão. Outro milagre conhecido é o do escravo Zacarias, que conseguiu fugir da fazenda onde era violentado e, ao passar pela igreja, as correntes que o prendiam se soltaram sozinhas. E, por fim, outro milagre muito popular atribuído a Nossa Senhora Aparecida foi o do cavaleiro que não acreditava na santa, e afirmou que entraria a cavalo em uma igreja dedicada a ela, porém, as patas do cavalo ficaram grudadas no primeiro degrau da escadaria da igreja.

### Independência

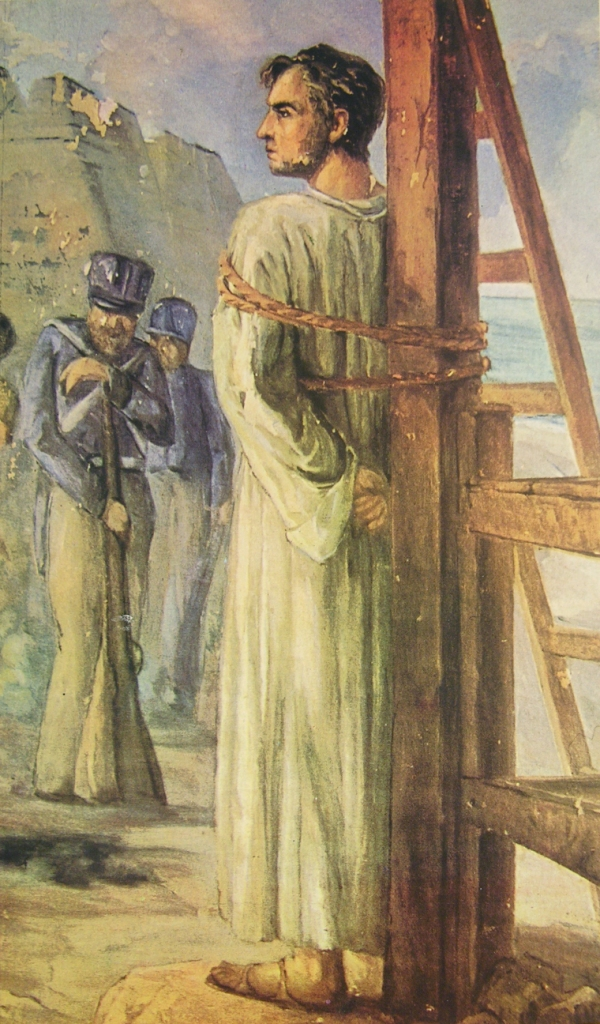
A Execução de Frei Caneca, 1924. Óleo sobre tela de Murillo La Greca. Acervo do Museu Murillo La Greca (Recife).

A proclamação da independência brasileira, ocorrida em 7 de setembro de 1822, também contou com o apoio de diversas lideranças católicas, que até mesmo deram sua vida na luta por esse processo, como Frei Caneca. A assembleia constituinte formada fez com que o catolicismo fosse proclamado a religião do Estado. Nas décadas de 1860 e 1870, a Santa Sé, em Roma, decreta regras mais rígidas de doutrina e culto. Bispos brasileiros, como Dom Antônio de Macedo Costa, Bispo de Belém do Pará e Dom Vital de Oliveira, Bispo de Olinda, acatam as novas diretrizes e obrigam os membros do clero que faziam parte de lojas maçônicas a se retirarem delas, sob penalidade de serem expulsos em caso de recusa. Isso não é aceito pelo governo, muito ligado à maçonaria, dando início à chamada Questão religiosa, culminando com o encarceramento e trabalhos forçados destes bispos em 1875. De prontidão, os membros da Igreja passaram a atacar o regime de Dom Pedro II, por seu ato de extremo rigor e autoritarismo. Mesmo anulando a decisão posteriormente, o governo imperial perdeu o fundamental apoio político da Igreja ao regime. A prisão dos bispos também rendeu uma enxurrada de protestos ao imperador por todos os lados, especialmente ao receber uma carta pessoal do Papa Pio IX, condenando as ações do governo e aprovando todas as ações dos dois bispos. Ele também reiterou a condenação dos maçons brasileiros. As igrejas ficaram lotadas de fiéis que juravam lealdade aos bispos, e, finalmente, após a pressão popular, o imperador anistiou os bispos.
Durante o reinado de Pedro I e a regência que se seguiu, a interferência da coroa foi desenfreada. As mensagens pontifícias exigiam aprovação imperial; as ordens religiosas foram sujeitas a interferências injustificadas, mesmo nos assuntos internos, tal como as dioceses e os seminários diocesanos. O governo suprimiu os agostinianos na Bahia em 1824 e os carmelitas e capuchinhos em Pernambuco em 1830. O período de regência viu a introdução de muitas medidas antieclesiais e antirreligiosas, inspiradas no liberalismo e na maçonaria. Os bispos queixaram-se por diversas vezes da enxurrada de decretos que restringiam a sua liberdade e independência de ação. Outro embate entre o imperador e a Santa Sé foi a questão da indicação do bispo do Rio de Janeiro, em que o império indicara Antônio de Moura, declaradamente antipapal. Felizmente a questão resolveu-se com uma indicação da Santa Sé: Dom Romualdo Antônio de Seixas, arcebispo e primaz da Bahia. Devido aos constantes ataques da coroa, a vida monástica no século XIX declinou dramaticamente, com algumas comunidades religiosas morrendo completamente. Outros foram forçados a vender propriedades monásticas e conventos para se sustentarem. Havia falta generalizada de vocações. A coroa determinou que assumiria as propriedades das ordens após a morte de seu último membro. José Tomás Nabuco de Araújo, então ministro da justiça, decretou que não poderiam ser aceitos noviços em qualquer ordem religiosa "até que seja resolvida uma concordata prestes a ser apresentada pela coroa à Santa Sé". Nenhuma concordata foi apresentada durante o resto do império.

### Brasil República
Em 7 de janeiro de 1890, logo após a proclamação da República, é decretada a separação entre Igreja e Estado. A constituição de 1891 decretou a separação completa entre Igreja e Estado, concedeu liberdade de culto, secularização dos cemitérios, laicização da educação nas escolas públicas, casamento civil como o único casamento legal, negação de todos os direitos políticos aos religiosos, exclusão dos jesuítas e proibição absoluta de novos conventos de religiosos. O modo de ataque era diferente, mas o propósito ainda era o mesmo: esmagar a Igreja e mantê-la impotente. Em regime de pluralismo religioso e sem a tutela do Estado, as associações e paróquias passam a editar jornais e revistas para combater ideias anarquistas, comunistas ou protestantes. O primeiro jornal católico em língua portuguesa é publicado em 1930..

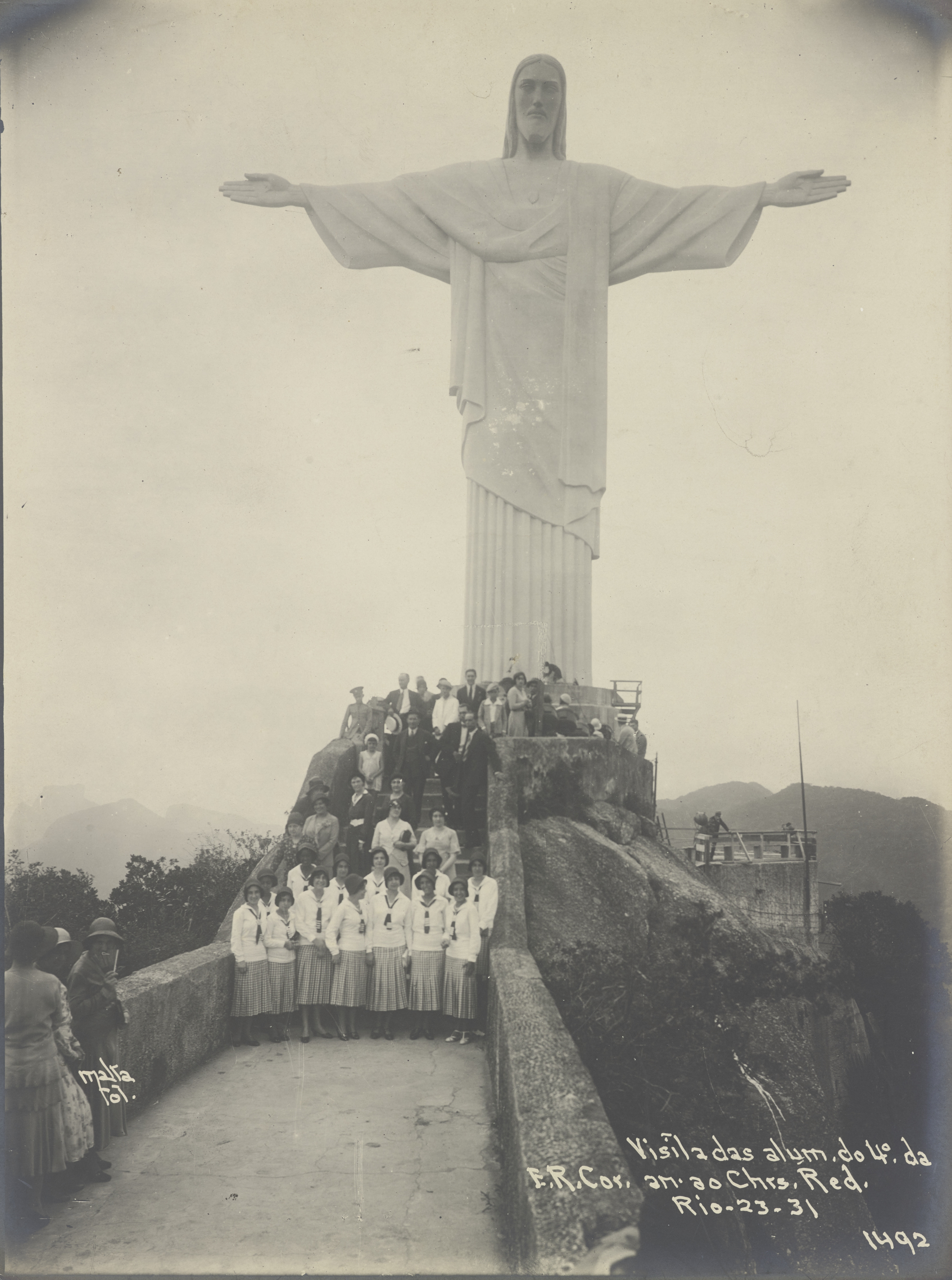
Cristo Redentor em 1931.

Em 1926 se inicia a construção do Cristo Redentor, no Rio de Janeiro, produzida em concreto armado e revestida em pedra-sabão. A estátua foi eleita uma das sete maravilhas do mundo moderno, e tem 38 metros de altura. Ele foi inaugurado no dia 12 de outubro de 1931. Ainda que muita gente pense que a estátua foi um presente da França para o Brasil, isso não é verdade. Trata-se de esforços da Arquidiocese do Rio de Janeiro, que na época organizou campanhas de arrecadação por todo o Brasil. A construção do Cristo Redentor foi inteiramente financiada com o dinheiro das doações dos fiéis brasileiros.
A partir da década de 30, o projeto desenvolvimentista e nacionalista de Getúlio Vargas influencia a Igreja no sentido de valorização da identidade cultural brasileira. Assim, a Igreja expande sua base social para além das elites, abrindo-se para as camadas médias e populares. A Constituição de 1934 prevê que seja "vedada à União, aos Estados, ao Distrito Federal e aos Municípios qualquer relação de aliança ou dependência com qualquer culto, ou igreja sem prejuízo da colaboração recíproca em prol do interesse coletivo". Prevê também que o ensino religioso, "ministrado de acordo com os princípios da confissão religiosa do aluno, manifestada pelos pais ou responsáveis", seja facultativo nas escolas públicas primárias, secundárias, profissionais e normais, O nome de Deus é invocado no preâmbulo da Constituição. Em 1939 foi realizado o primeiro concílio de bispos brasileiros.
Em 1945, Carlos Duarte Costa se separou da Igreja Católica Brasileira e fundou a Igreja Católica Apostólica Brasileira em questões políticas e sociais, como o celibato clerical. A Igreja Católica Apostólica Brasileira continua existindo como uma igreja católica independente. Seus bispos ajudaram a consagrar muitos episcopi vagantes.
Em 1952 é criada a Conferência Nacional dos Bispos do Brasil (CNBB), que coordena a ação da Igreja no país. No final dos anos 50, a Igreja preocupa-se com questões sociais geradas pelo modelo de capitalismo no país, como a fome e o desemprego. Em 1960, a Juventude Universitária Católica (JUC), influenciada pela Revolução Cubana, declara sua opção pelo socialismo. Pressões de setores conservadores da Igreja levam os militantes da JUC a criar um movimento de esquerda, a Ação Popular (AP). Na época, a Igreja está dividida quanto às propostas de reformas de base do presidente João Goulart.

### Regime militar e Concílio Vaticano II

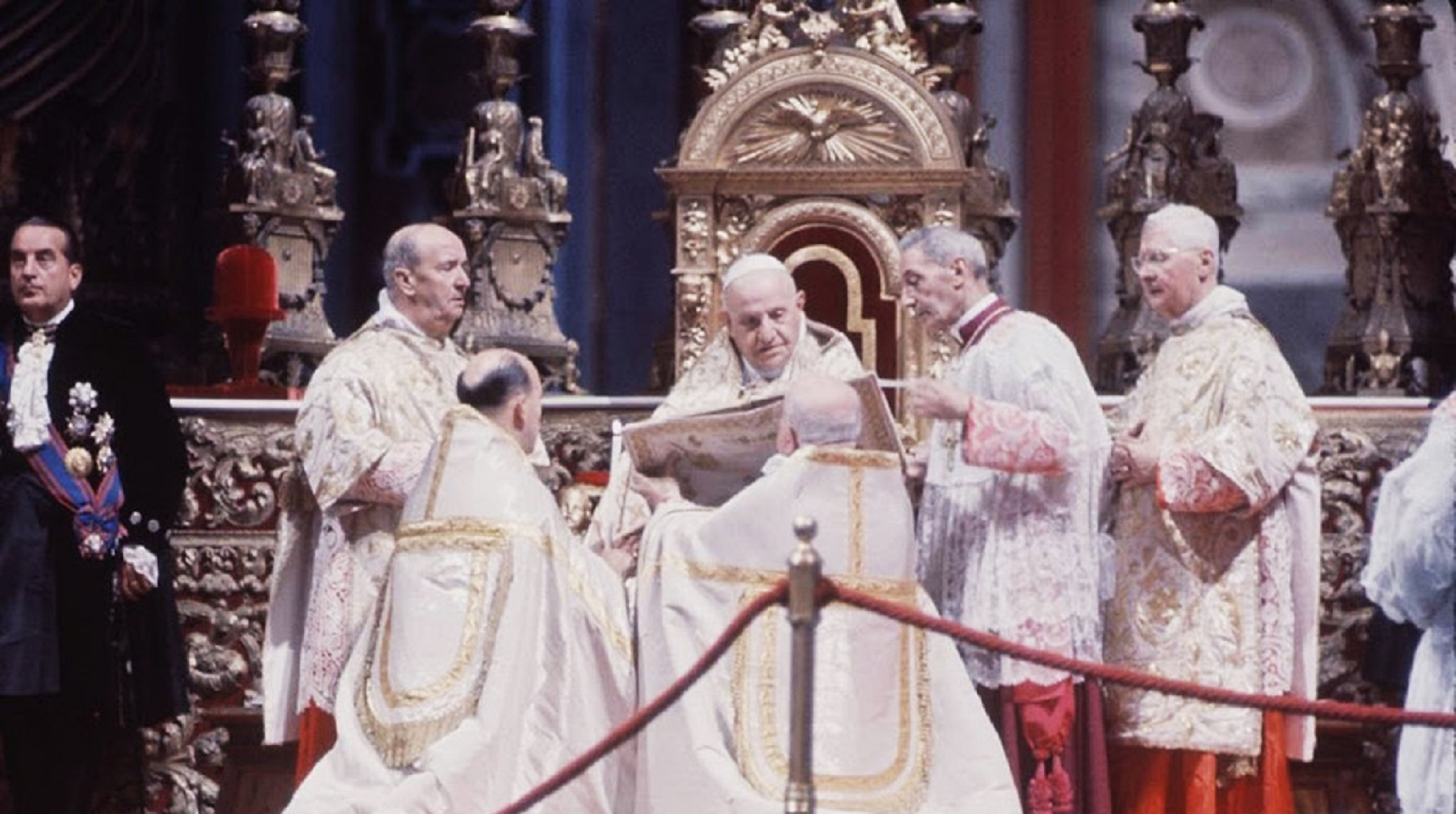
Papa João XXIII na abertura do Concílio Vaticano II.

Com o Regime Militar de 1964 crescem os conflitos entre Igreja e Estado. A partir de 1968, com o Ato Institucional nº 5 (AI-5), há uma ruptura total diante da violenta repressão - prisões, torturas e assassinatos de estudantes, operários e padres e perseguições aos bispos. Na época, a Igreja atua em setores populares, com as comunidades eclesiais de base. Inspiradas na Teologia da Libertação, elas vinculam o compromisso cristão e a luta por justiça social. Os abusos contra a ordem jurídica e os direitos humanos levam a Igreja a se engajar fortemente na luta pela redemocratização, ao lado de instituições da sociedade civil. A perseguição de bispos e padres pelo regime era comum, devido a seu engajamento nas lutas sociais.
Grupos da Ação Católica Brasileira, como a Juventude Operária Católica, foram pioneiros em iniciativas nas áreas da educação básica e da sindicalização dos trabalhadores rurais. Isso levou a um rápido crescimento desses movimentos na década de 1950, e desenvolveu líderes leigos que se tornaram força de mudança na sociedade e na Igreja, e também impulsionou bispos à experimentação pastoral e social. A criação da CNBB e o espírito de reforma gerado pelo Concílio Vaticano II influenciaram ainda mais a ação pastoral no país. O crescente número de missionários protestantes e das migrações rurais para as grandes cidades fizeram com que a Igreja buscasse tornar-se uma presença mais visível entre os pobres, desenvolvendo um programa massivo de educação básica, dirigido principalmente às massas analfabetas do Nordeste. O Movimento de Educação de Base, patrocinado pela CNBB e financiado pelo governo federal, alcançou meio milhão de camponeses por meio do rádio de 1961 até 1964, quando o novo regime militar praticamente o extinguiu.

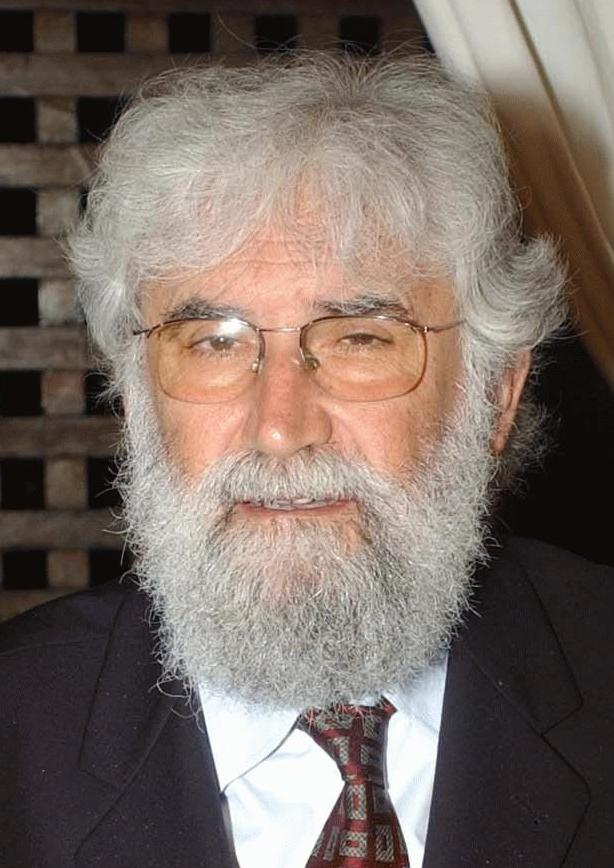
Leonardo Boff, o maior expoente da Teologia da Libertação no Brasil.

Em resposta às dificuldades econômicas que o Brasil enfrentou no fim da década de 1970, líderes da Igreja empreenderam várias iniciativas ousadas, algumas das quais encontraram forte oposição tanto do governo como de membros do Vaticano, que consideravam tais iniciativas teológica ou pastoralmente infundadas. Na base destas iniciativas calorosamente debatidas estava a Teologia da Libertação, uma doutrina criada pelo teólogo peruano Gustavo Gutiérrez, e amplamente difundida no Brasil por Leonardo Boff e outros. Ministérios sociais da Igreja, como a Ação Católica, foram fortemente influenciados pela teologia da libertação. E o movimento passou a examinar a relação da Igreja com a economia, a ecologia a cultura do país, a igualdade da mulher ao homem, destacando as experiências das mulheres nos movimentos sociais, bem como nas formas mais inculturadas de vida religiosa.
A Santa Sé passou de uma atitude inicial de encorajamento e aprovação desta consideração para uma atitude de contenção e até, ocasionalmente, de intervenção direta. O Papa João Paulo II, visitando o Brasil em julho de 1980, confirmou o seu apoio à causa da justiça, bem como à posição pastoral prática dos líderes da Igreja na resposta à pobreza no Brasil. Em 1985, teólogos brasileiros juntaram-se a outros teólogos latino-americanos na redação de uma "suma" da teologia da libertação; seu objetivo era de repensar a teologia católica a partir da perspectiva da libertação. O Magistério Romano expressou reservas em relação a este projeto e, em 1986, o Papa João Paulo II condenou os fundamentos marxistas desta teologia. Fortes em suas convicções, bispos brasileiros lideraram a luta pela reforma agrária por meio da Comissão Pastoral da Terra, enfrentando violência e às vezes até a morte.

### Redemocratização

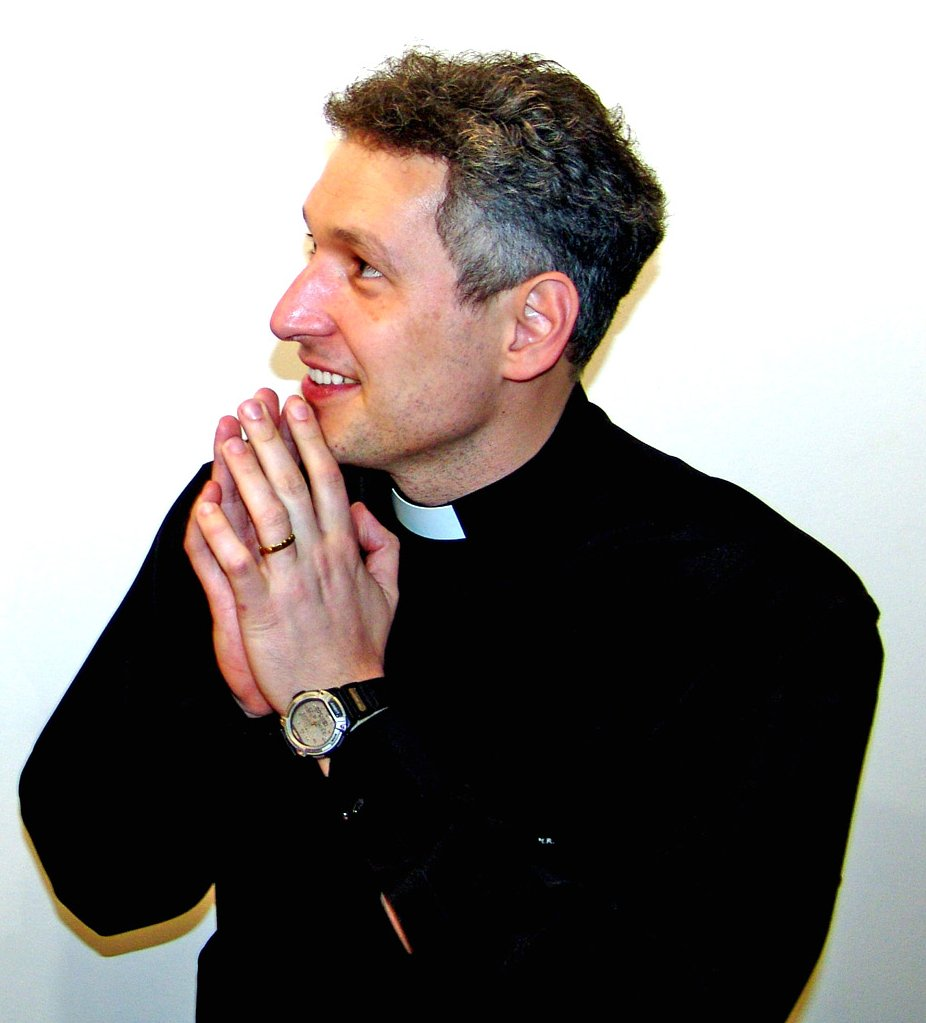
Padre Marcelo Rossi campeão absoluto na vendagem de CDs no Brasil.

Após a promulgação da constituição de 1988, os bispos publicaram numerosos documentos abordando temas como os Sacramentos, a Igreja e a questão da terra, questões básicas valores e a posição da Igreja na sociedade, ao mesmo tempo encorajando os fiéis a empenharem-se na melhoria da sociedade. Nas periferias das áreas urbanas, os movimentos sociais de base organizavam-se desde 1972, chamando a atenção para a falta de habitação adequada, cuidados de saúde, educação, transportes públicos e segurança pública. Ao longo dos anos 80 e 90, com a redemocratização e com alguns de seus ensinamentos fortemente criticados pela Santa Sé, a Teologia da Libertação perde parte de sua influência. Nesse período cresce o vigor da Renovação Carismática Católica, surgida nos EUA. Em oposição à politização da Teologia da Libertação, o movimento busca uma renovação em práticas tradicionais do catolicismo pela ênfase numa experiência mais pessoal com Deus. Um dos maiores expositores dessa corrente foi o Padre Marcelo Rossi, que bateu recordes de vendagem de CDs nos anos 1990. Em 1997 a educação católica é excluída do sistema público de ensino.

## Atualmente

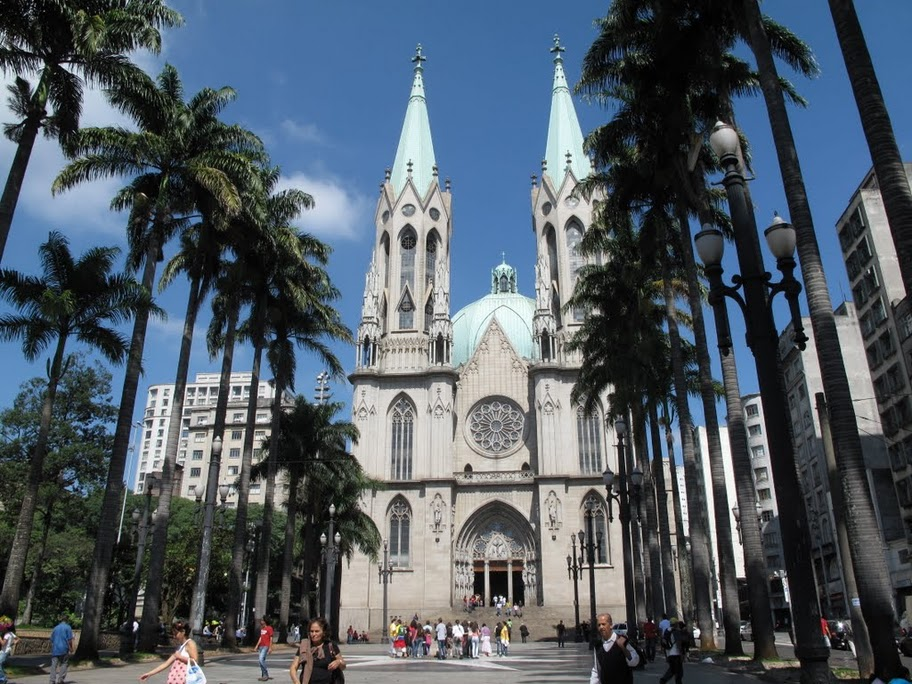
Catedral Metropolitana de São Paulo.

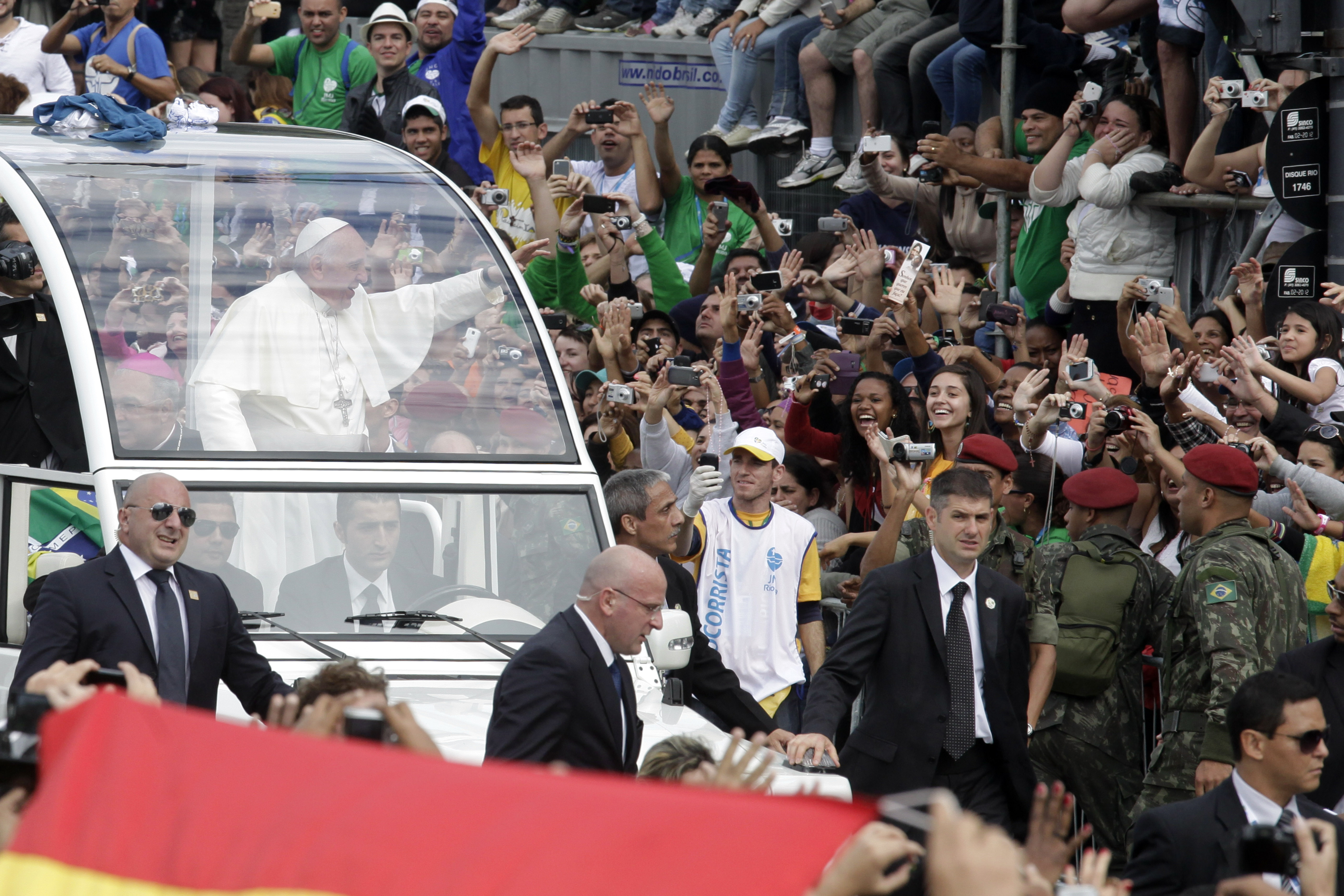
Papa Francisco no papamóvel durante a JMJ Rio 2013.

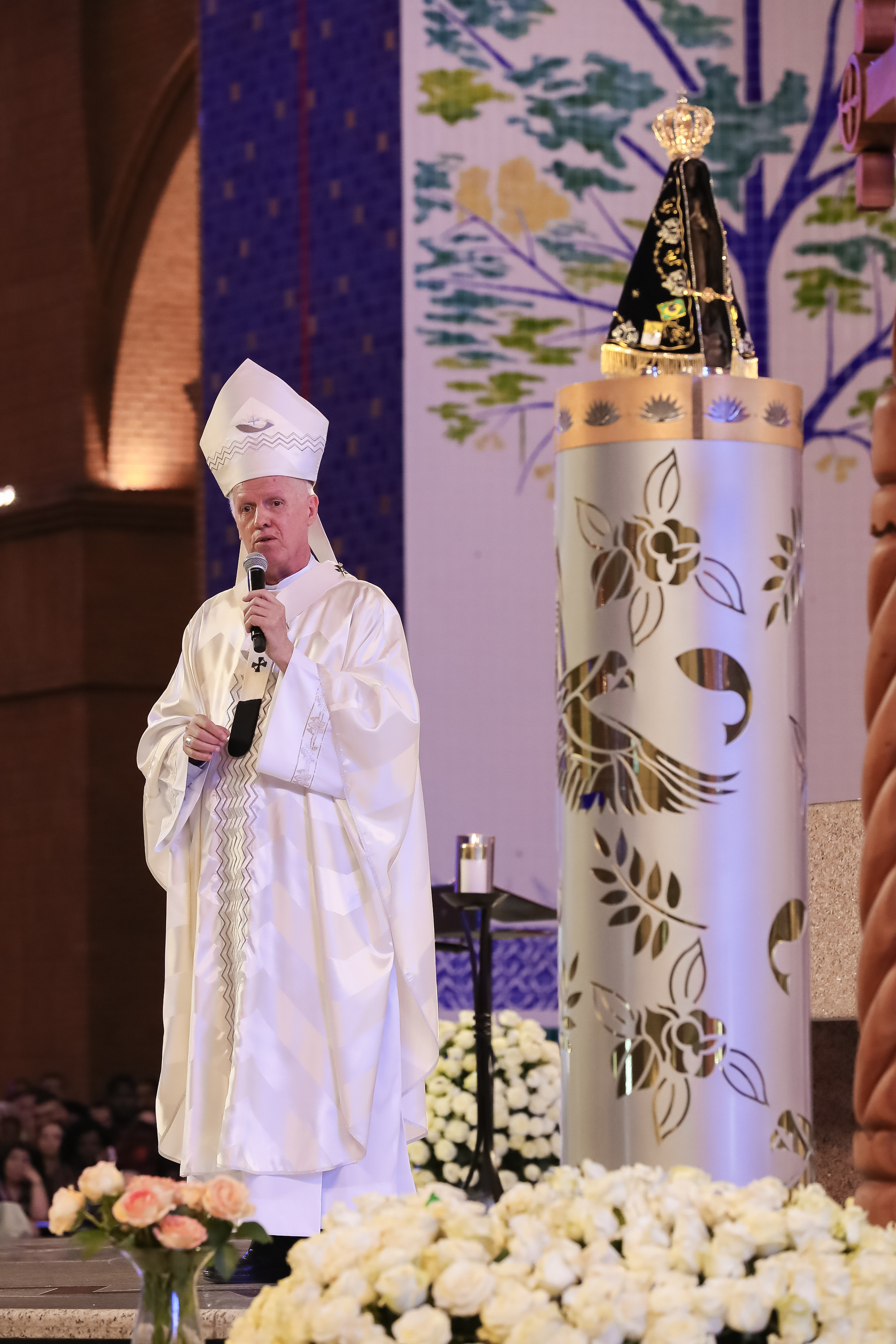
Dom Orlando Brandes, arcebispo de Aparecida.

No transcorrer do século XX foi percebida uma diminuição no interesse pelo catolicismo. Um reflexo disso é a grande massa de católicos não praticantes presente no país — cerca de 51% dos fiéis, contra 48% que se declaram católicos praticantes, segundo pesquisa do instituto Datafolha.
No ano 2000, havia 8.243 paróquias atendidas por 8.210 padres diocesanos e 7.375 religiosos. Outros religiosos incluíam aproximadamente 2.270 irmãos e 35.900 irmãs, que se engajaram em obras humanitárias e administraram 2.333 escolas primárias e 1.059 escolas secundárias em todo o país. Em grande parte devido aos esforços dos religiosos, em 2000, 83% dos brasileiros sabiam ler e escrever. Através da participação em organizações como o Conselho Indigenista Missionário, os católicos continuaram a sua defesa de longa data em nome das tribos nativas do Brasil. Os 140 mil voluntários da Pastoral da Criança forneceram cuidados de saúde e alimentos a crianças carentes. Apesar disso, com um governo cada vez mais liberalizado, vem ocorrendo uma ruptura com os ensinamentos da Igreja através de legislação que passou a permitir abortos quando os fetos apresentavam defeitos genéticos e que reduziu a punição para a eutanásia.
Em 2013, padre Marcelo volta a liderar o ranking de álbuns mais vendidos do ano. Outros álbuns católicos ficaram em boas posições naquele ano, com o Padre Reginaldo Manzotti na nona colocação, com "Faça-me Crer". O álbum "No Coração da Jornada", feito por causa da Jornada Mundial da Juventude no Rio de Janeiro, conquistou a 13ª posição. O Padre Fábio de Melo garantiu a 17ª com "Queremos Deus". Entre os dias 23 e 28 de julho de 2013, realizou-se a Jornada Mundial da Juventude no Rio de Janeiro, e contou com 3,7 milhões de fiéis que lotaram a praia de Copacabana em sua missa de encerramento.
Nas eleições de 2022, houve muito debate na forma que os candidatos instrumentalizaram a religião para fomentar suas campanhas eleitorais. Jair Bolsonaro construiu a sua base política entre cristãos "conservadores", católicos e  evangélicos neopentecostais. Luiz Inácio Lula da Silva encontrou maior apoio entre os chamados "progressistas" ligados a Teologia da Libertação, agnósticos, ateus e seguidores de outras religiões. Desavenças partidárias provocaram divisões internas e agressões verbais especialmente entre os católicos, que têm fiéis politicamente mais heterogêneos do que as igrejas evangélicas. Missas e homilias foram interrompidas, padres foram insultados, e, em pelo menos duas ocasiões, bispos foram ameaçados. Em uma homilia feita em 2021, o arcebispo de Aparecida, Dom Orlando Brandes disse, no Santuário Nacional de Aparecida, em um trocadilho de palavras, que "uma pátria amada não precisa de ser uma pátria armada", fazendo referência à política de armas do Governo Bolsonaro. Em retaliação a esta afirmação do prelado, o deputado estadual de São Paulo, Frederico d'Ávila (PSL), em uma sessão da Assembleia Legislativa, proferiu insultos contra o Papa Francisco, contra a CNBB e contra Dom Orlando, referindo-se a ele como "vagabundo safado, que se submete a esse Papa vagabundo também", e afirmou que a CNBB é um "câncer que precisa ser extirpado". Ele também utilizou as expressões "gente nojenta", "CNBB imunda" e "pedófilos safados". Por fim, o parlamentar se desculpou pela fala "acalorada", ainda que a CNBB afirmou que entraria com ação judicial contra ele.

### Tradições

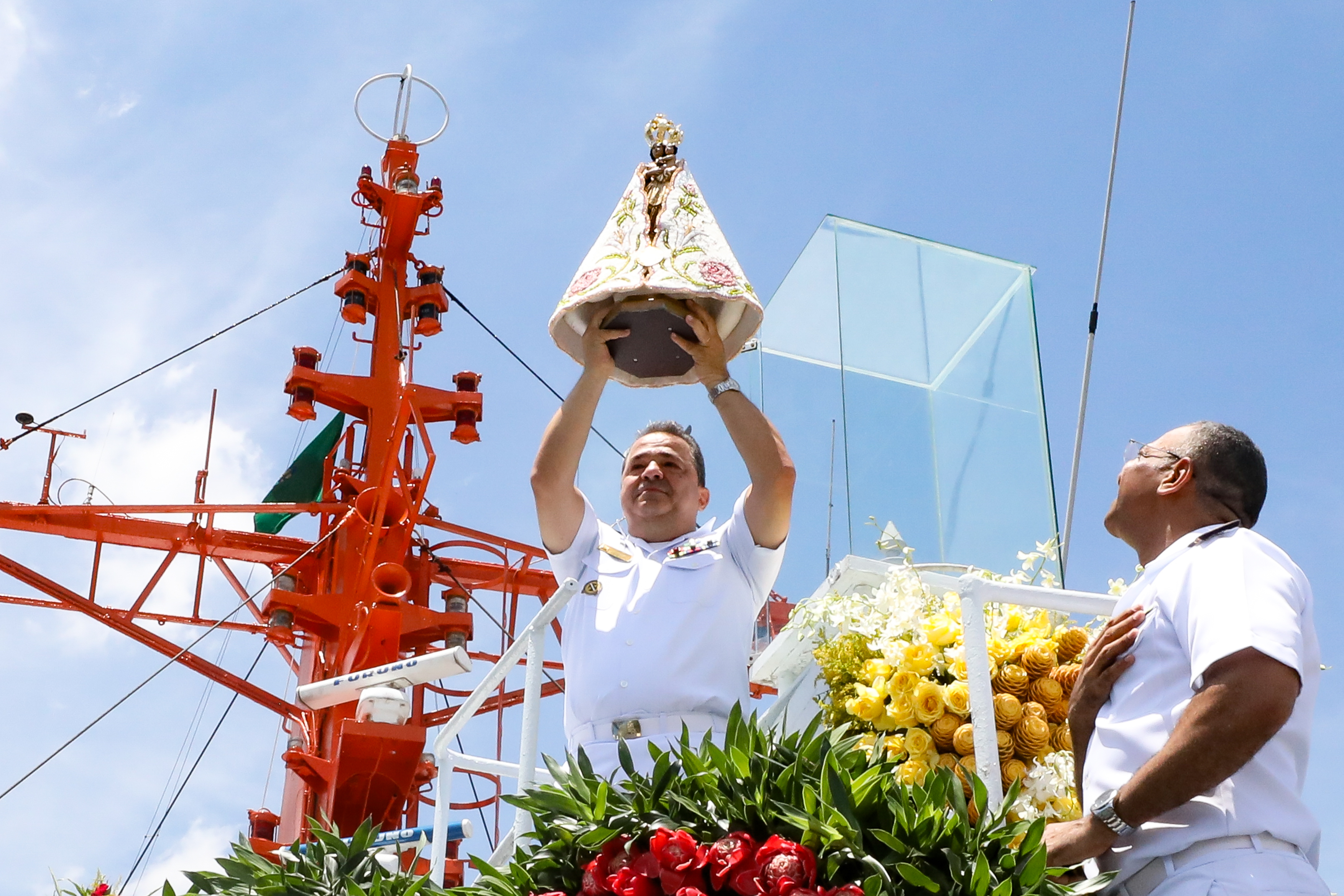
Romária fluvial do Círio de Nossa Senhora de Nazaré, realizado no Pará.

Na hierarquia católica brasileira estão hoje presentes três vertentes principais: o clero tradicionalista, mais conservador e defensor da ortodoxia; os remanescentes da Teologia da Libertação, que desde os anos 70 têm formado uma espécie de "esquerda" eclesiástica; e os adeptos da Renovação Carismática ou de Comunidades Carismáticas, movimentos mais recentes e vigorosos.
Entre as tradições populares do catolicismo no Brasil estão as peregrinações à Basílica de Nossa Senhora Aparecida, o quarto santuário mariano mais visitado do mundo, que é capaz de abrigar até 45.000 fiéis. Em 1930, o Papa Pio XI declarou Nossa Senhora Aparecida como Rainha e Padroeira do Brasil.
Outras festas católicas importantes são o Círio de Nazaré, a Festa do Divino Pai Eterno (mais conhecida como Romaria de Trindade, em Goiás),as Romarias de Nossa Senhora das Candeias e de Finados de Juazeiro do Norte, a Caminhada com Maria de Fortaleza e a Festa de São Francisco das Chagas de Canindé (Ceará), a Romaria a Bom Jesus da Lapa e a Festa ao Senhor Bom Jesus dos Navegantes (na Bahia), a Missa do Vaqueiro em Serrita, a Festa do Morro da Conceição e a Romaria de Frei Damião (em Pernambuco), Festa de São José de Ribamar (Maranhão), a Romaria da Penha (Paraíba), a Festa de Nossa Senhora da Abadia em Romaria (Minas Gerais), a Romaria do Bom Jesus de Pirapora (São Paulo), a Romaria de Nossa Senhora da Abadia em Muquém (Goiás), a Festa da Penha (Espírito Santo), a Festa de Nossa Senhora do Rocio (Paraná) e as Romarias de Nossa Senhora Medianeira em Santa Maria e de Nossa Senhora de Caravaggio (Rio Grande do Sul). 
É de destacar também o culto devocional a Nossa Senhora das Lágrimas, uma notável aparição mariana ocorrida em Campinas e que logo obteve o reconhecimento diocesano da Igreja Católica. Em diversas cidades, é realizada a Festa do Divino Espírito Santo, além ocorrer a celebração das festas dos santos juninos por todo o país, em especial na Região Nordeste. 
A Renovação Carismática Católica tem forte presença leiga e já responde sozinha por grande parte dos católicos praticantes no país. O movimento tende a ter uma moral mais conservadora e assemelha-se em certos aspectos às Igrejas Pentecostais, como no uso dos dons do Espírito Santo.  Em pesquisa realizada pelo Pew Research Center em 2014, 31% dos católicos afirmam já ter presenciado curas milagrosas em serviços religiosos, enquanto que entre os protestantes esse número sobe para 72%. No que diz respeito à oração em línguas, pedidos por curas milagrosas ou profecias, 56% dos católicos brasileiros afirmam já ter presenciado essas ações em igrejas, enquanto que entre nas igrejas protestantes esse número sobe para 91%.
|                                                                       |  |                                                          |
| Monumento na entrada da sede da TV Canção Nova, em Cachoeira Paulista |  | Monsenhor Jonas Abib, fundador da Comunidade Canção Nova |

Uma das Comunidades Carismáticas mais conhecidas é a Canção Nova, fundada pelo Monsenhor Jonas Abib, um dos precursores da Renovação Carismática Católica no Brasil, e possui um canal de televisão e uma estação de rádio mantidos por doações; a sua sede fica na cidade de Cachoeira Paulista. Outros dois ícones da RCC no Brasil são os Padres Marcelo Rossi, que foi um fenômeno de mídia que surgiu no final da década de 90, abrindo espaço para outros padres como Fábio de Melo,Reginaldo Manzotti e Antônio Maria que seguem a mesma linha de evangelização.
Estão presentes também a Opus Dei, o Caminho Neocatecumenal, o Regnum Christi e o Treinamento de Liderança Cristã, dos quais participam milhares de pessoas no Brasil, suscitam um grande empenho e aprofundamento na fé dos leigos e têm apoio do clero. Está presente o Catolicismo tradicionalista, que realiza celebrações da Missa segundo o Missal romano de 1962 — a Forma extraordinária do Rito Romano, ou Missa Tridentina. O Instituto do Bom Pastor, a Administração Apostólica Pessoal São João Maria Vianney representam boa parte deste movimento. Há também a Fraternidade Sacerdotal de São Pio X (FSSPX), que segue este mesmo rito, mas atualmente não está em plena comunhão com Roma, seguindo o movimento chamado lefebvrista; este movimento nega-se a "seguir a Roma de tendência neomodernista e neoprotestante" do Concílio Vaticano II. A FSSPX é um dos movimentos que hoje se tornaram conhecidos como "rad-trad" (sigla em inglês:  Radical traditionalists — em português:  Tradicionalistas radicais).

### Características do catolicismo brasileiro
No geral, o catolicismo brasileiro é visto como plural, diverso, e com grande alcance do sincretismo. De acordo com uma pesquisa publicada pela revista America em 2003, os católicos brasileiros são os que mais associam a imagem de Deus com o amor e com uma mãe, em todo o mundo. Eles também são mais propensos a verem a natureza humana como boa, em vez de corrupta, e o mundo como bom, em vez de mau. Os católicos brasileiros são menos propensos a acreditar na interpretação literal da Bíblia, em comparação aos evangélicos. Quase 75% rezam todos os dias, mas apenas 12% se envolvem em atividades da igreja; apenas 26% dizem que são "muito religiosos". No Brasil, os católicos tendem a ser também menos conservadores que os evangélicos em assuntos como sexo e coabitação antes do casamento, homossexualidade e aborto.
Religiões no Brasil (censo 2022)
Segundo pesquisa de 2014, 61% dos brasileiros se declaravam católicos naquele ano, 26% protestantes, 8% não religiosos e 5% de outras religiões. A maioria dos católicos brasileiros (51%) se mostravam a favor do casamento entre pessoas do mesmo sexo, número que cresce para 54% entre os sem religião e decresce para 25% entre os evangélicos; 84% afirmam que o uso de métodos contraceptivos não é moralmente errado; 76% são contra o aborto legal em todos os casos ou na maioria deles; 47% que fazer uso de bebida alcoólica é moralmente errado; 17% que o divórcio é moralmente errado; 44% que o sexo fora do casamento é moralmente errado; 68% acreditam na evolução das espécies; 56% dizem que os padres deveriam poder se casar; 78% que mulheres deveriam poder ser ordenadas na igreja; 64% que a religião deve ser mantida separada de políticas de governo.

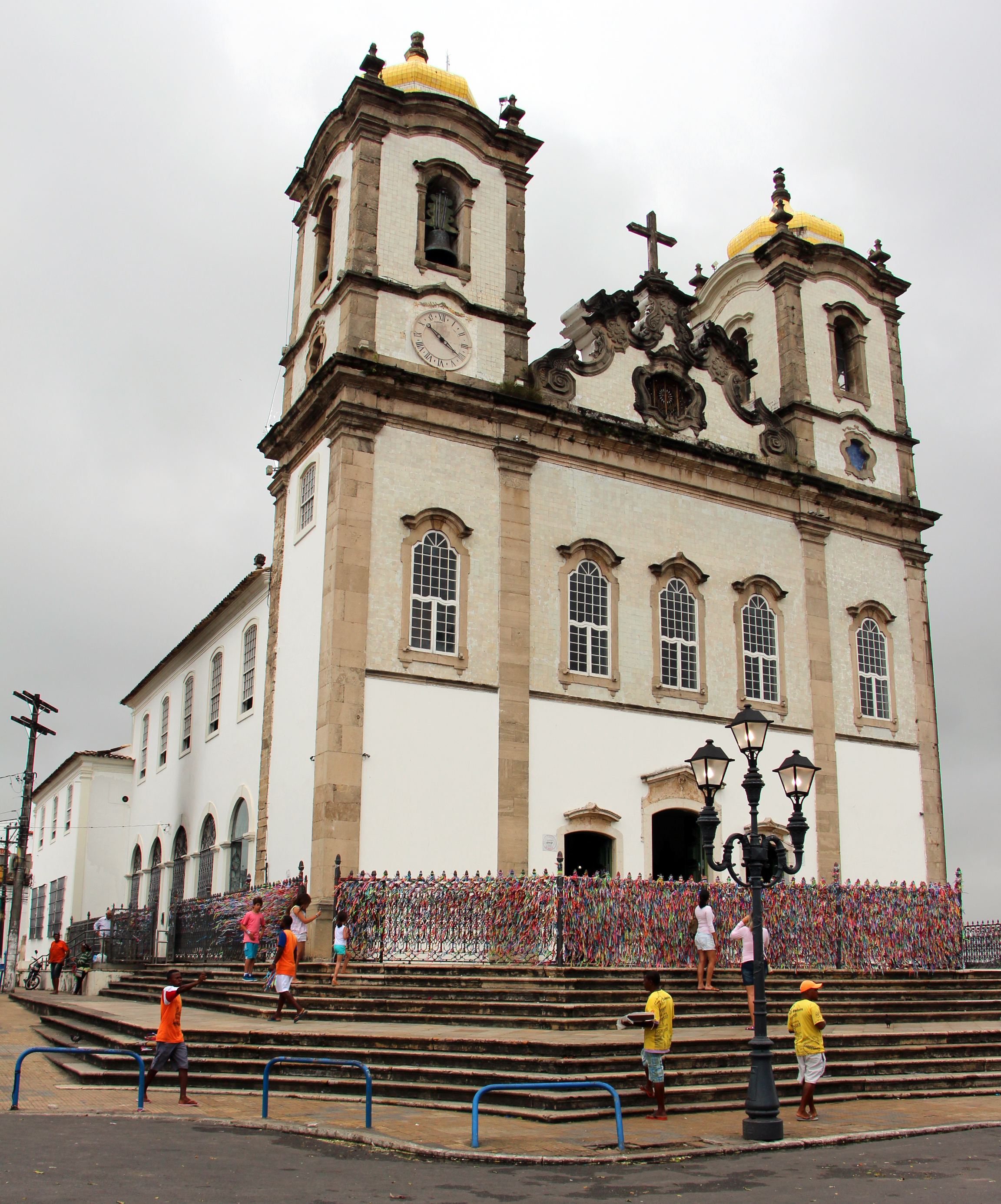
Igreja de Nosso Senhor do Bonfim em Salvador (BA).

Outros dados desta pesquisa são que apenas 14% dos católicos brasileiros têm o hábito de compartilhar coisas sobre sua fé com outras pessoas ao menos uma vez por semana, enquanto que essa quantia sobe para 43% entre os protestantes. Também foi apurado que 23% dos católicos afirmam que a religião é muito importante em suas vidas, que rezam diariamente e que vão à missa semanalmente; entre os protestantes esse número é de 60%. A juventude também é menos participativa na Igreja Católica do que nas igrejas protestantes: 20% e 52%, respectivamente. A visão dos católicos brasileiros a respeito do Papa Francisco é uma das mais altas da América Latina: 92% têm uma visão favorável do Pontífice, visão desfavorável ou sem opinião formada têm 4% cada. Nesse quesito, apenas os católicos argentinos, colombianos e costarriquenhos têm procentagem maior de opiniões favoráveis do Santo Padre. Por fim, 37% dos católicos brasileiros e 76% dos protestantes afirmam que frequentam seus serviços religiosos semanalmente.
Ainda que na pesquisa da Pew de 2014 houve grandes discrepâncias entre as atitudes religiosas de católicos e protestantes em toda a América Latina, outra pesquisa mais recente entre os cristãos brasileiros denota redução da grande participação religiosa protestante no país, ainda que esta se mantenha alta. Em 2016, 65% dos evangélicos frequentavam a igreja mais de uma vez por semana, em 2022 o número caiu para 53%. A queda também ocorreu entre os entrevistados que costumam ir semanalmente a pelo menos dois cultos. Em 2016, 34% mantinham essa rotina, já em 2022 são 29%. No que diz respeito às doações de dízimos, os evangélicos, além de estarem frequentando menos as igrejas, também reduziram suas contribuições em 2022: 42% afirmam que doam sempre, enquanto que entre os católicos esse número é de 34%; o problema é que em 2016 a porcentagem de católicos era a mesma, enquanto que os protestantes eram 58%, ou seja, queda de 16% entre as duas pesquisas.
Visto que os fiéis católicos são o maior grupo religioso brasileiro, e que este grupo é muito heterogêneo, a maioria das estatísticas sobre os hábitos religiosos dos católicos por muitas vezes engloba também os hábitos dos ditos "católicos não praticantes". A fim de expor dados diferentes, foi realizada uma pesquisa entre os jovens católicos brasileiros que estavam na Jornada Mundial da Juventude de 2013, que supostamente têm prática religiosa maior, e cruzou-se os dados com jovens protestantes presentes na Marcha para Jesus de 2014 no Rio de Janeiro. Os dados são surpreendentes: dentre os jovens católicos ativos, a participação em suas igrejas é maior que a dos protestantes. Os dados estão expostos na tabela abaixo:
| Frequência em atividades da igreja | Católicos brasileiros na JMJ 2013 | Protestantes na Marcha para Jesus de 2014 |
| ---------------------------------- | --------------------------------- | ----------------------------------------- |
| Número de amostra                  | 424                               | 292                                       |
| Mais de uma vez por semana         | 74,5%                             | 68,8%                                     |
| Uma vez por semana                 | 19,1%                             | 21,6%                                     |
| Quinzenalmente                     | 3,1%                              | 1,4%                                      |
| Mensalmente                        | 1,9%                              | 2,7%                                      |
| Apenas em festividades             | 0,7%                              | 2,7%                                      |
| Não participam                     | 0,2%                              | 2,1%                                      |
| Outros                             | —                                 | 0,3%                                      |
| Não responderam                    | 0,5%                              | 0,3%                                      |

### Perda de fiéis

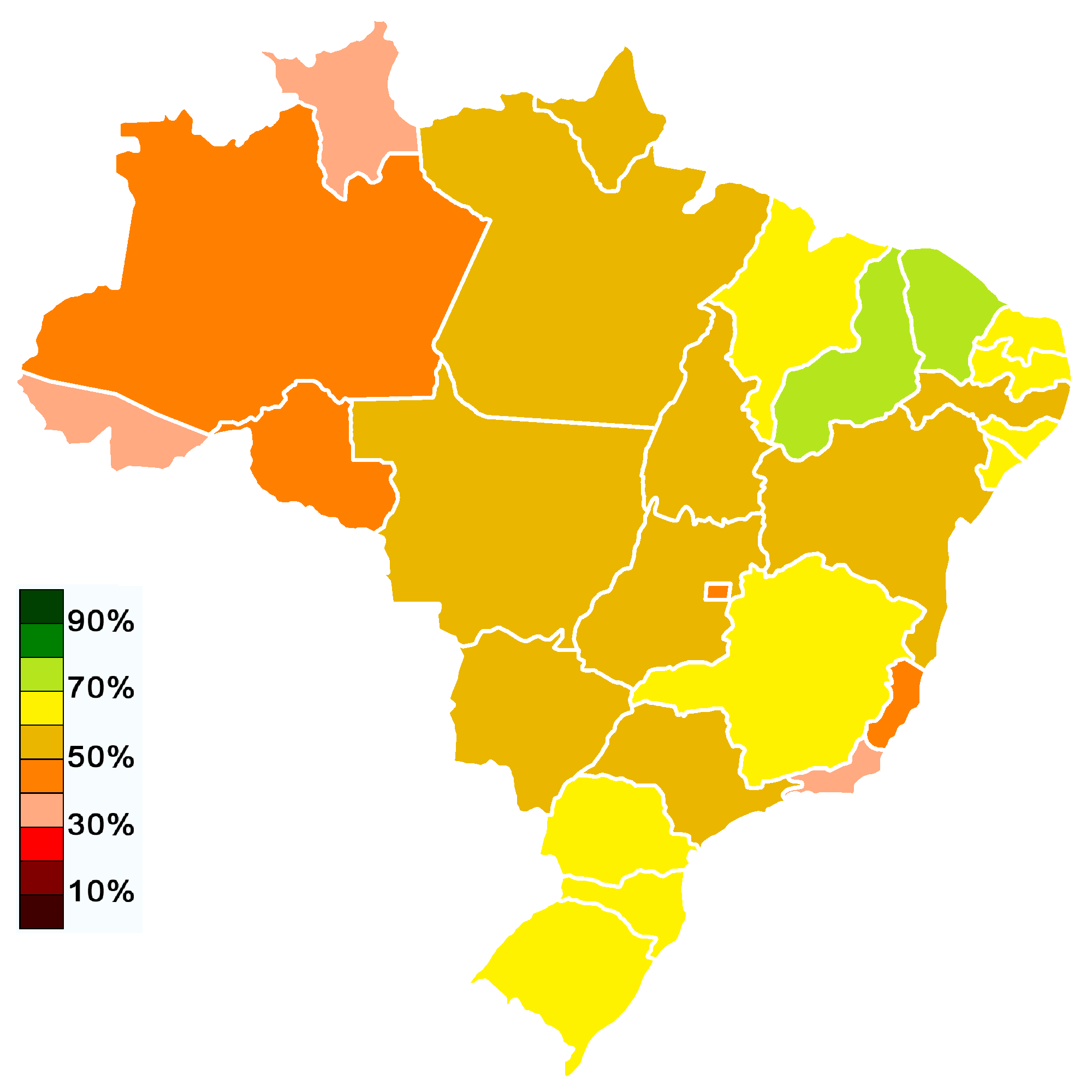
Mapa da porcentagem de católicos no Brasil por estado (2009

De acordo com o Centro de Políticas Sociais da Fundação Getúlio Vargas, o catolicismo permanece sendo o maior grupo religioso das 27 unidades federativa do Brasil. A porcentagem de católicos por cada unidade se distribui da seguinte maneira:
| Pos. | UF                  | % católicos (2009) | % católicos (2003) | Diferença 2003-2009 |
| ---- | ------------------- | ------------------ | ------------------ | ------------------- |
| 1    | Piauí               | 87,93%             | 90,53%             | -2,6%               |
| 2    | Ceará               | 81,08%             | 86,7%              | -5,62%              |
| 3    | Paraíba             | 80,25%             | 85,27%             | -5,02%              |
| 4    | Sergipe             | 79,96%             | 89,4%              | -9,44%              |
| 5    | Maranhão            | 78,04%             | 84,42%             | -6,38%              |
| 6    | Alagoas             | 77,1%              | 82,95%             | -5,85%              |
| 7    | Santa Catarina      | 75,88%             | 83,8%              | -7,92%              |
| 8    | Rio Grande do Norte | 73,98%             | 82,82%             | -8,84%              |
| 9    | Minas Gerais        | 73,32%             | 76,97%             | -3,65%              |
| 10   | Bahia               | 71,39%             | 74,57%             | -3,18%              |
| 11   | Rio Grande do Sul   | 71,37%             | 75,14%             | -3,77%              |
| 12   | Amapá               | 70,89%             | 75,82%             | -4,93%              |
| 13   | Mato Grosso         | 70,63%             | 74%                | -3,37%              |
| 14   | Tocantins           | 70,6%              | 79,83%             | -9,23%              |
| 15   | Paraná              | 69,82%             | 74,76%             | -4,94%              |
| 16   | Amazonas            | 67,68%             | 73,14%             | -5,46%              |
| 17   | Pará                | 66,55%             | 73,85%             | -7,3%               |
| 18   | São Paulo           | 66,12%             | 69,9%              | -3,78%              |
| 19   | Goiás               | 65,42%             | 70,65%             | -5,23%              |
| 20   | Pernambuco          | 63,84%             | 73,78%             | -9,94%              |
| 21   | Mato Grosso do Sul  | 63,7%              | 71,96%             | -8,26%              |
| 22   | Espírito Santo      | 57,04%             | 62,77%             | -5,73%              |
| 23   | Distrito Federal    | 55,88%             | 68%                | -12,2%              |
| 24   | Rondônia            | 52,89%             | 61,55%             | -8,66%              |
| 25   | Acre                | 50,73%             | 69,03%             | -18,3%              |
| 26   | Rio de Janeiro      | 49,83%             | 57,07%             | -7,24%              |
| 27   | Roraima             | 46,78%             | 67,17%             | -20,39%             |

Nas últimas décadas, é notável o decréscimo na participação de católicos na população brasileira, sobretudo a partir da década de 1990. Em 1872, 99,71% dos brasileiros eram católicos; 95% em 1940; 83,34% em 1991; 73,89% em 2000; 68,43% em 2009. Ao mesmo tempo, cresceu no país o número de evangélicos, de pessoas sem religião e de seguidores de outras crenças. Na pesquisa do Pew Research Center de 2014, 54% dos protestantes brasileiros afirmam ter sido criados no catolicismo.
| Distribuição religiosa no Brasil, por ano | 1994 | 2001 | 2006 | 2010 | 2016 | 2022 |
| Católicos                                 | 75%  | 62%  | 68%  | 63%  | 50%  | 49%  |
| Evangélicos                               | 14%  | 21%  | 20%  | 24%  | 29%  | 26%  |
| Sem religião                              | 5%   | 7%   | 5%   | 6%   | 14%  | 14%  |
| Outros                                    | 6%   | 10%  | 7%   | 7%   | 7%   | —    |

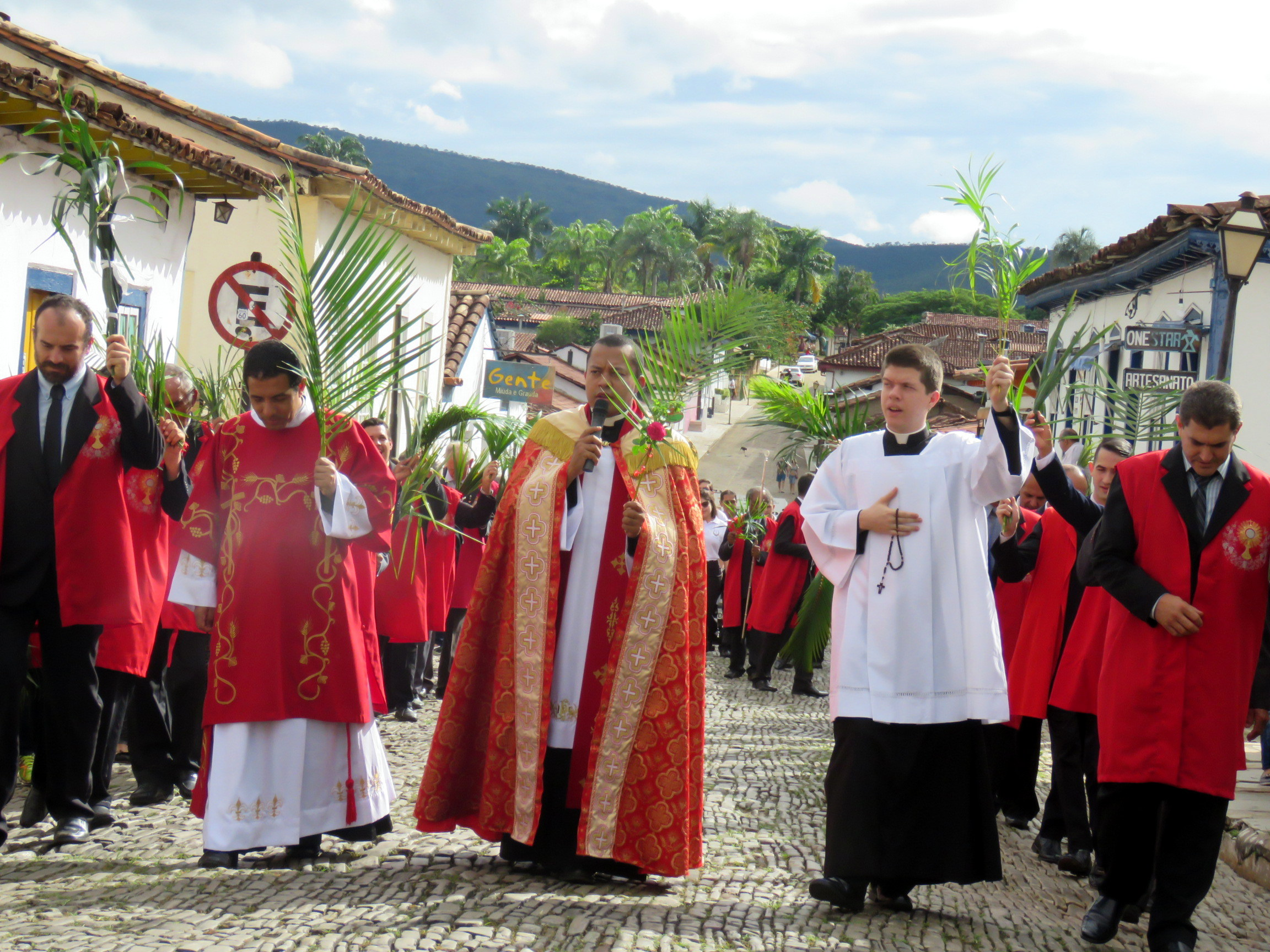
Procissão de Ramos na Semana Santa em Pirenópolis, Goiás. Manifestação do catolicismo popular realizada no local desde 1728 pela Irmandade do Santíssimo na Paróquia do Rosário.

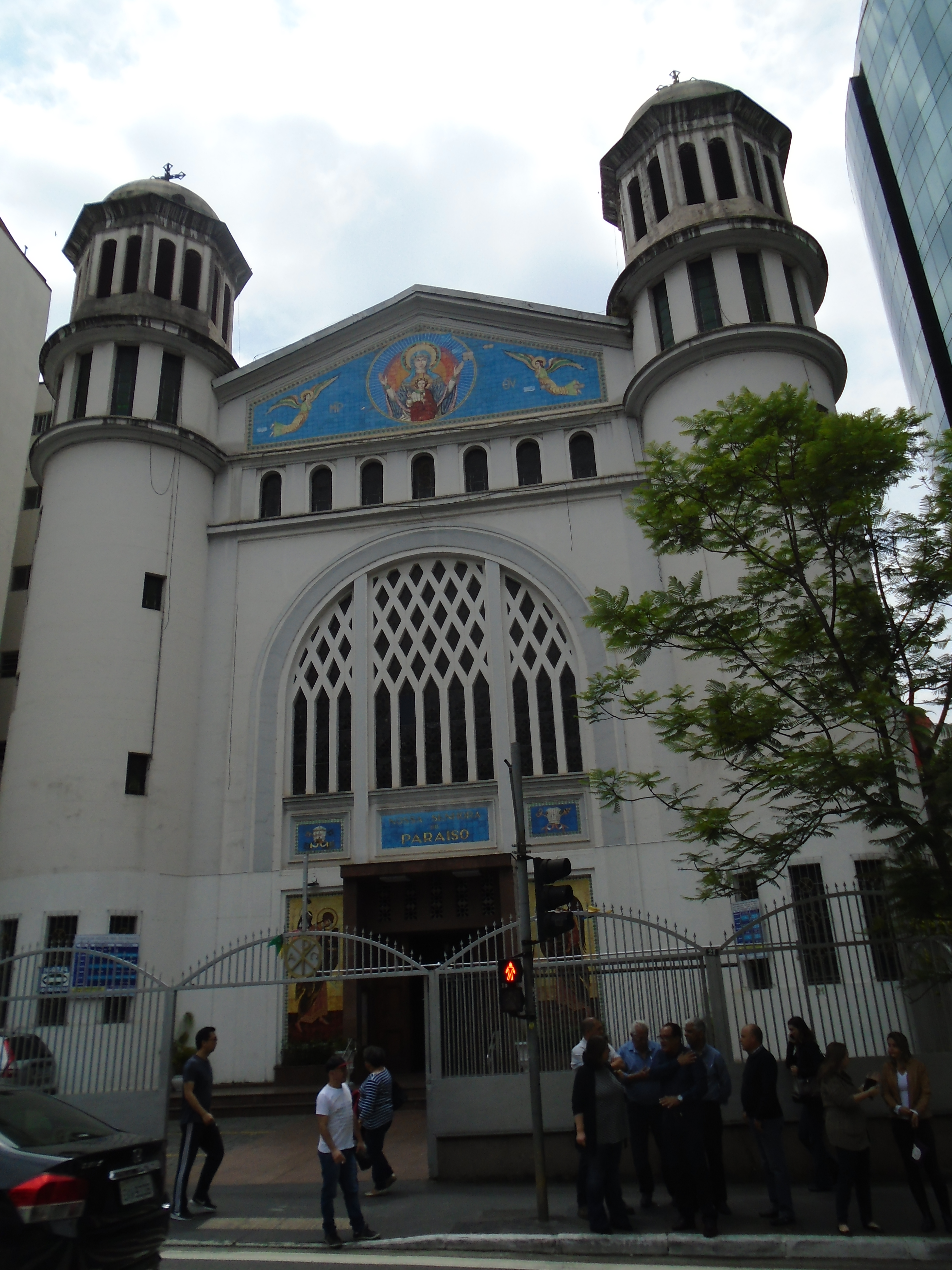
Catedral de Nossa Senhora do Paraíso, em São Paulo, da Eparquia Greco-Melquita de Nossa Senhora do Paraíso, para os fiéis da Igreja Greco-Católica Melquita.

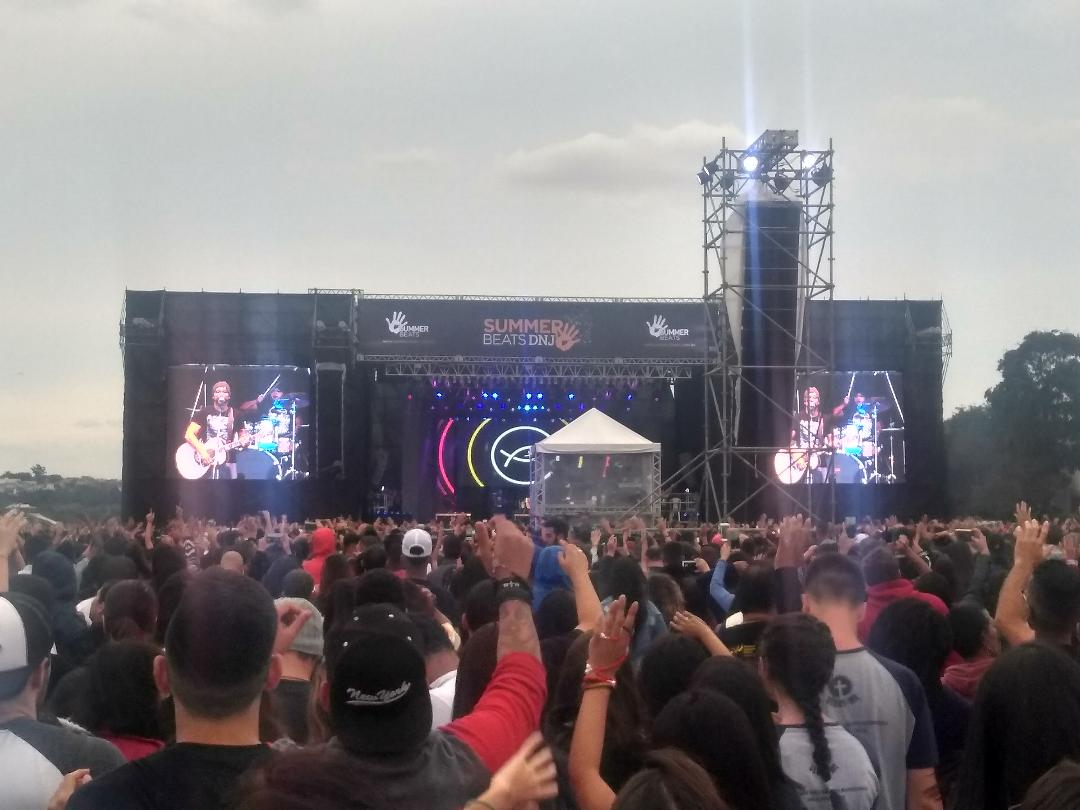
Summer Beats, maratona de shows católica. Foto da edição de 2018.

Segundo pesquisa da FGV de 2009, o catolicismo no Brasil vem perdendo fiéis sobretudo nos bolsões de pobreza situados em regiões metropolitanas, em especial para igrejas evangélicas pentecostais e para a não-religiosidade. O estudo apontou que a "velha pobreza brasileira", particularmente as áreas rurais do Nordeste, que é assistida por programas de governo, continua fortemente católica, ao passo que a "nova pobreza", isso é, a periferia das grandes cidades, menos assistidas por programas sociais, estaria migrando para o protestantismo e para a irreligiosidade.
Uma explicação para a diminuição de católicos são as migrações internas. No Brasil, as religiões evangélicas tendem a crescer nas regiões de expansão da fronteira agrícola e nas favelas e municípios de regiões metropolitanas, onde muitas pessoas são migrantes de outras regiões. Esses migrantes deslocam-se para áreas onde há a ausência do Estado e da Igreja Católica, "que não tem agilidade para deslocar padres e paróquias". Já os evangélicos têm maior facilidade em abrir suas igrejas e acabam suprindo essa ausência. O mesmo não ocorre em áreas com poucos migrantes, onde a população já está estabelecida, ou no interior rural, onde "a tendência é as pessoas continuarem seguindo a mesma religião com a qual cresceram".
A Igreja Católica não conseguiu acompanhar o novo Brasil, pois tem uma estrutura centralizada, hierarquizada, lenta e muito avessa às modificações. Por exemplo, os católicos possuem igrejas no centro de praticamente todas as cidades do país, mas não conseguiram acompanhar a expansão demográfica da periferia dos grandes centros urbanos. A falta de padres e a distância em relação aos fiéis dificulta a propagação da doutrina católica e inviabiliza a agregação de amplas parcelas da população nas atividades cotidianas da igreja. O clericalismo atua em benefício do clero e em detrimento de uma participação de base. Mormente, os escândalos de pedofilia lançam dúvidas sobre a honradez e a integridade moral de muitos padres, enquanto a questão do celibato clerical divide a igreja e os dois Papas.
Em outubro de 2019, a possibilidade de ordenar homens casados como padres no Sínodo da Amazônia foi levantada no sínodo sobre a floresta, sendo criticada pela ala conservadora do Vaticano, inclusive pelo Papa Bento XVI,. Por fim, a proposta foi rejeitada pelo Papa Francisco no relatório final do sínodo em 2020. A falta de padres na região amazônica contribuiu para a mudança da demografia religiosa da região, pois na Região Norte é onde se verifica o maior crescimento de evangélicos e a maior diminuição de católicos no Brasil.
Pesquisas mostram que o catolicismo perde adeptos sobretudo entre os jovens brasileiros: segundo o Instituto Data Popular, somente 44% dos brasileiros de 16 a 24 anos definiam-se como católicos. Esse fenômeno é denominado de "descatolização". Um exemplo é o que acontece na Arquidiocese de Porto Alegre, por exemplo, a quantidade de batizados, primeiras comunhões, crismas e casamentos vem diminuindo ininterruptamente. Em 2008, foram batizadas 26,8 mil crianças, contra 20,8 mil em 2013. Houve também quedas ainda maiores na primeira eucaristia (de 14,9 mil para 8,2 mil), nas crismas (de 7,6 mil para 4,8 mil) e até nos casamentos (de 3,1 mil para 1,8 mil).
Segundo o sociólogo da religião Ricardo Mariano, em décadas passadas, havia uma simbiose entre ser brasileiro e ser católico. Em 1940, meio século após a separação entre Estado e Igreja, 95% dos brasileiros ainda se consideravam católicos. O Estado laico existia no papel, mas não na realidade de fato, porquanto "A Igreja Católica era muito grande. Imprensa, delegacias de polícia, juízes, intelectuais e uma série de outras categorias, além do clero, criavam dificuldades para os outros credos, que foram discriminados e perseguidos". No Brasil, muitas pessoas diziam-se católicas como resposta a uma "pressão social", fato que explica o incontável número de católicos, porém "não praticantes" no país. No caso da imprensa, autores de meios acadêmicos definem a inserção da atividade midiática protestante como "agressiva".
Apenas na segunda metade do século XX é que a liberdade religiosa no Brasil realmente se tornou realidade. Segundo o sociólogo, nesse novo cenário de pluralismo, "é natural que as pessoas façam algo que não era tão comum no passado: refletir sobre qual é a sua religião e tomar uma decisão diante das opções disponíveis". A liberdade de escolha ajuda a explicar a perda de fiéis da Igreja Católica para a irreligiosidade, bem como de pessoas que vão procurar abrigo em outras igrejas, particularmente nas evangélicas. Outra consequência do pluralismo "seria a presente amplificação de conflitos, controvérsias e debates públicos envolvendo questões como feminismo, orientação sexual, aborto e os direitos das minorias".
Além disso, pesquisas mais recentes de adesão religiosa do Datafolha, de 2018, mostraram continuidade de queda do número de católicos, especialmente entre jovens e adolescentes, os quais vêm mostrando um novo fenômeno: o de não adesão a nenhuma religião específica, mas mantendo suas crenças em Deus, em energias ou em entidades. Em 2018, os católicos já são menos da metade entre os brasileiros de 16 a 24 anos (46% de católicos, 33% de evangélicos e 13% sem religião) e uma ligeira maioria na população de 25 a 34 anos (49% católicos, 34% evangélicos e 10% sem religião). Para toda a população, a distribuição religiosa encontrada foi: 56% católicos, 30% evangélicos, 7% sem religião e 7% outras.
| Religiões entre jovens de 16 a 24 anos (São Paulo) — 2022 | Religiões entre jovens de 16 a 24 anos (São Paulo) — 2022 | Religiões entre jovens de 16 a 24 anos (São Paulo) — 2022 | Religiões entre jovens de 16 a 24 anos (São Paulo) — 2022 | Religiões entre jovens de 16 a 24 anos (São Paulo) — 2022 |
| --------------------------------------------------------- | --------------------------------------------------------- | --------------------------------------------------------- | --------------------------------------------------------- | --------------------------------------------------------- |
|                                                           |                                                           |                                                           |                                                           |                                                           |
| Sem religião                                              | Sem religião                                              |                                                           | 30%                                                       | 30%                                                       |
| Protestantes                                              | Protestantes                                              |                                                           | 27%                                                       | 27%                                                       |
| Católicos                                                 | Católicos                                                 |                                                           | 24%                                                       | 24%                                                       |
| Outras religiões                                          | Outras religiões                                          |                                                           | 19%                                                       | 19%                                                       |

| Religiões entre jovens de 16 a 24 anos (Rio de Janeiro) — 2022 | Religiões entre jovens de 16 a 24 anos (Rio de Janeiro) — 2022 | Religiões entre jovens de 16 a 24 anos (Rio de Janeiro) — 2022 | Religiões entre jovens de 16 a 24 anos (Rio de Janeiro) — 2022 | Religiões entre jovens de 16 a 24 anos (Rio de Janeiro) — 2022 |
| -------------------------------------------------------------- | -------------------------------------------------------------- | -------------------------------------------------------------- | -------------------------------------------------------------- | -------------------------------------------------------------- |
|                                                                |                                                                |                                                                |                                                                |                                                                |
| Sem religião                                                   | Sem religião                                                   |                                                                | 34%                                                            | 34%                                                            |
| Protestantes                                                   | Protestantes                                                   |                                                                | 32%                                                            | 32%                                                            |
| Católicos                                                      | Católicos                                                      |                                                                | 17%                                                            | 17%                                                            |
| Outras religiões                                               | Outras religiões                                               |                                                                | 17%                                                            | 17%                                                            |

Já em 2022, as estatísticas mostram que, em nível nacional, 49% dos entrevistados se dizem católicos, 26% evangélicos e 14% sem religião — já acima dos 8% sem religião identificados no último Censo; ou seja, números não muito distantes das estatísticas nacionais que já vinham sendo elaboradas. O problema é que dividindo os entrevistados por suas faixas etárias, os jovens de 16 a 24 anos que se declaram irreligiosos chegam a 25%. O instituto de pesquisa também analisou separadamente a adesão religiosa dessa mesma faixa etária nas cidades do Rio de Janeiro e de São Paulo. Em São Paulo, os que se dizem sem religião chegam a 30% dos entrevistados, superando evangélicos (27%), católicos (24%) e outras religiões (19%). No Rio, os sem religião nessa faixa etária chegam a 34%, também acima de evangélicos (32%), católicos (17%) e demais religiões (17%). Além do mais, outros dados dessa pesquisa, avaliam que os grupos sociais mais assíduos nas missas são o mais idosos, as mulheres e as classes sociais mais baixas — aqueles que frequentam as missas ao menos duas vezes por semana.
Dentre as dez cidades com maior percentual de católicos no país, nove estão no estado do Rio Grande do Sul e uma em Santa Catarina. União da Serra (RS) tem 99,18% de católicos; Relvado (RS) – 98,84%; Carlos Gomes (RS) – 98,74%; Vespasiano Corrêa (RS) – 98,68%; Itapuca (RS) – 98,59%; Coronel Pilar (RS) – 98,59%; São João do Oeste (SC) – 98,53%; Dois Lajeados (RS) – 98,43%; Centenário (RS) – 98,41%; Montauri (RS) – 98,18% de católicos. Curiosamente, a cidade com maior percentual de protestantes também fica no Rio Grande do Sul: Arroio do Padre tem 85,8% de protestantes e apenas 7,7% de católicos. Ainda no Rio Grande do Sul, também fica a cidade com o maior índice de pessoas sem religião, e é a única do país em que mais da metade de sua população não tem uma religião: Chuí tem em sua população 54,04% declarando não ter religião; os católicos são 22,82%; protestantes são 7,26%; e outras religiões totalizam 15,66% da população. Especialistas atribuem esse comportamento em Chuí pela influência do Uruguai, país com o qual a cidade faz fronteira. O Uruguai é o país menos religioso da América Latina.

### Tradicionalismo no Brasil
Diferentemente de países como a França, em que o movimento tradicionalista engaja uma significativa parcela dos fiéis, o contingente de católicos no Brasil que se identificam, predominante ou exclusivamente, com a liturgia e a doutrina pré-Concílio Vaticano II é ainda pequeno, concentrando-se, sobretudo, nos estados do sudeste. A Administração Apostólica São João Maria Vianney, fundada em 2002, é uma das principais instituições que promovem a Missa Tridentina e outras práticas tradicionais em território brasileiro, oferecendo uma estrutura canônica para sacerdotes e fiéis que desejam seguir a forma litúrgica antiga, enquanto permanecem em comunhão com a Santa Sé.
Além disso, a Fraternidade Sacerdotal São Pio X (FSSPX), embora não esteja em plena comunhão com Roma devido a questões doutrinárias e disciplinares, também tem obtido um crescimento expressivo no número de fiéis no Brasil. A Fraternidade, fundada por Dom Marcel Lefebvre em 1970, possui dois priorados em funcionamento, uma em São Paulo, capital,  e outro Santa Maria, no Rio Grande do Sul, contando ainda com algumas missões em algumas capitais do país. Essas missões geralmente contam com missas periódicas que são organizadas por grupos de leigos fiéis da Fraternidade, que também organizam viagens para assistirem a missa tridentina durante a Semana Santa, o Natal e outras datas importantes para os fiésis católicos.

## Organização territorial
Devido ao grande número de fiéis no território do país, a CNBB teve de realizar uma grande divisão em diversos níveis, a fim de facilitar a administração e a comunhão entre as regiões, sendo a conferência o órgão central administrativo brasileiro.
O Brasil conta com 273 circunscrições eclesiásticas de rito latino, sendo 46 arquidioceses metropolitanas, 222 dioceses, sete prelazias territoriais, uma administração apostólica e um ordinariato militar. Quanto às circunscrições para os fiéis de ritos orientais, há um exarcado apostólico para os fiéis da Igreja Católica Armênia, uma diocese para os fiéis da Igreja Greco-Católica Melquita, uma diocese para os fiéis maronitas, uma arquidiocese e uma diocese para os fiéis da Igreja Greco-Católica Ucraniana, e um ordinariato para fiéis de rito oriental em geral. Isso totaliza 279 circunscrições católicas em todo o país.

### Regionais

Mapa das regiões episcopais brasileiras, divididas pela Conferência Nacional dos Bispos do Brasil.

Foram criados os chamados Regionais, que seguem as divisões das unidades federativas do país. Sua existência se justifica para auxílio na evangelização e colaboração de profissionais nas áreas da secretaria, administração, contabilidade, economato, assistência social e ainda assistência jurídica e canônica.
| Regional          | Estado(s) abrangido(s)                             | Regional     | Estado(s) abrangido(s) |
| ----------------- | -------------------------------------------------- | ------------ | ---------------------- |
| Norte 1 (N1)      | Amazonas (exceto o sul do estado) e Roraima        | Oeste 1 (O1) | Mato Grosso do Sul     |
| Norte 2 (N2)      | Pará e Amapá                                       | Oeste 2 (O2) | Mato Grosso            |
| Norte 3 (N3)      | Tocantins e parte do Mato Grosso                   | Leste 1 (L1) | Rio de Janeiro         |
| Noroeste (NO)     | Acre, Rondônia e parte do Amazonas                 | Leste (L2)   | Minas Gerais           |
| Nordeste 1 (NE1)  | Ceará                                              | Leste 3 (L3) | Espírito Santo         |
| Nordeste (NE2)    | Pernambuco, Paraíba, Rio Grande do Norte e Alagoas | Sul 1 (S1)   | São Paulo              |
| Nordeste 3 (NE3)  | Bahia e Sergipe                                    | Sul 2 (S2)   | Paraná                 |
| Nordeste 4 (NE4)  | Piauí                                              | Sul 3 (S3)   | Rio Grande do Sul      |
| Nordeste 5 (NE5)  | Maranhão                                           | Sul 4 (S4)   | Santa Catarina         |
| Centro-Oeste (CO) | Goiás e Distrito Federal                           |              |                        |

### História
Entre 1514 e 1551, o Brasil era uma diocese sufragânea da Diocese do Funchal, em Portugal, até ser criada a Diocese de Salvador, que passou a ser sufragânea de Lisboa. O bispo nomeado foi Dom Pero Fernandes Sardinha, primeiro bispo de Salvador e do Brasil, que mais tarde também seria comido por canibais. Em 1553 o Brasil deixou de fazer parte da província eclesiástica de Portugal. Em 19 de julho de 1576, o Papa Gregório XIII criou a Prelazia do Rio de Janeiro, que incluía as capitanias de Porto Seguro, Espírito Santo, Rio de Janeiro e São Vicente, estendendo-se ao sul até o Rio da Prata.
Após a independência, foi empreendida a reorganização diocesana. As prelazias de Goiás e Cuiabá foram elevadas à categoria de bispados em 1826. Dois anos depois as dioceses do Maranhão e do Pará foram separadas da arquidiocese de Lisboa e feitas sufragâneas de Salvador, Bahia. Em 1889, com a Proclamação da República, o Brasil tinha 12 dioceses. Até 1895 mais cinco dioceses tinham sido fundadas. Em 1910, o número de dioceses no Brasil já era 30; dez anos depois, este número chegava a 58. Em 30 anos, foram fundadas 46 dioceses, enquanto em 300 anos foram fundadas apenas 12 dioceses no Brasil. Em 1872, havia, no Brasil, 2.256 padres diocesanos e 107 padres religiosos. Em 1935, o número de padres diocesanos era de 2.466, enquanto o número de padres religiosos era de 2.028, além de 1.128 irmãos.

## Meios de comunicação

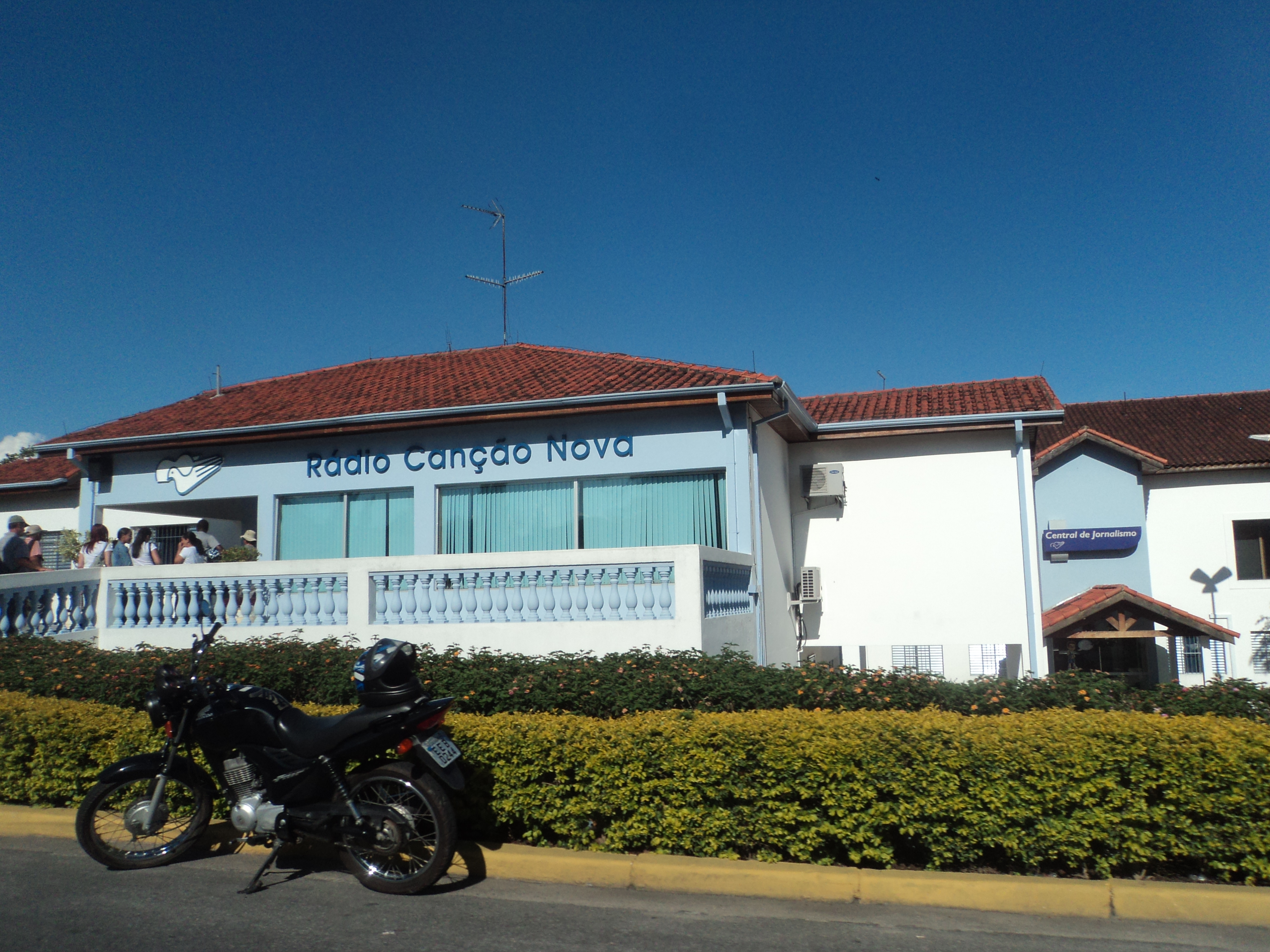
Sede da Rádio Canção Nova, em Cachoeira Paulista.

### Rádio
A Igreja Católica priorizou por décadas o rádio. A Igreja possui concessões de emissoras de rádio em todas as regiões do Brasil. A fim de facilitar a comunhão entre as rádios católicas, a CNBB criou em 1994 a Rede Católica de Rádio, cujo objetivo definido pela própria instituição é "fortalecer a comunhão entre emissoras que trabalham de forma colaborativa utilizando da força criativa do rádio. A Rede também
garante o apoio às pessoas em sua fé mantendo viva a mensagem do Evangelho com a sua inspiração motivadora de fraternidade, justiça e de paz". Com a filiação, as emissoras têm programas em comum a ir ao ar, como o Jornal Brasil Hoje. Atualmente, as bases geradoras de notícias a Rede Aparecida, Rede Canção Nova, Rede Milícia Sat, Tua Rádio, Rede Scalabriniana, Rede Evangelizar é Preciso e RCR Espírito Santo. A Pastoral da Comunicação, responsável pela gerência da rede, informa que há 230 emissoras afiliadas em todo o Brasil.

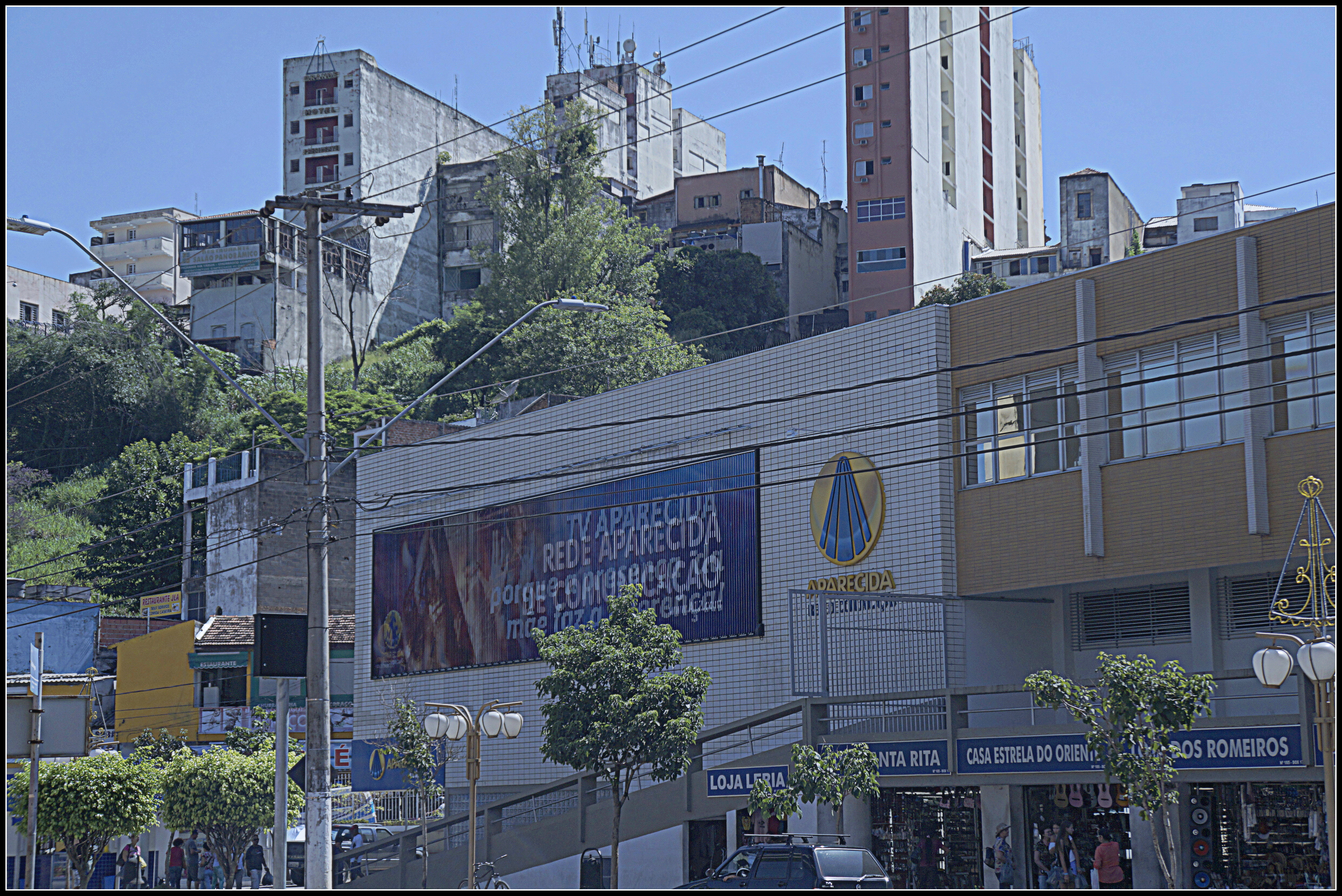
Fachada da sede da TV Aparecida.

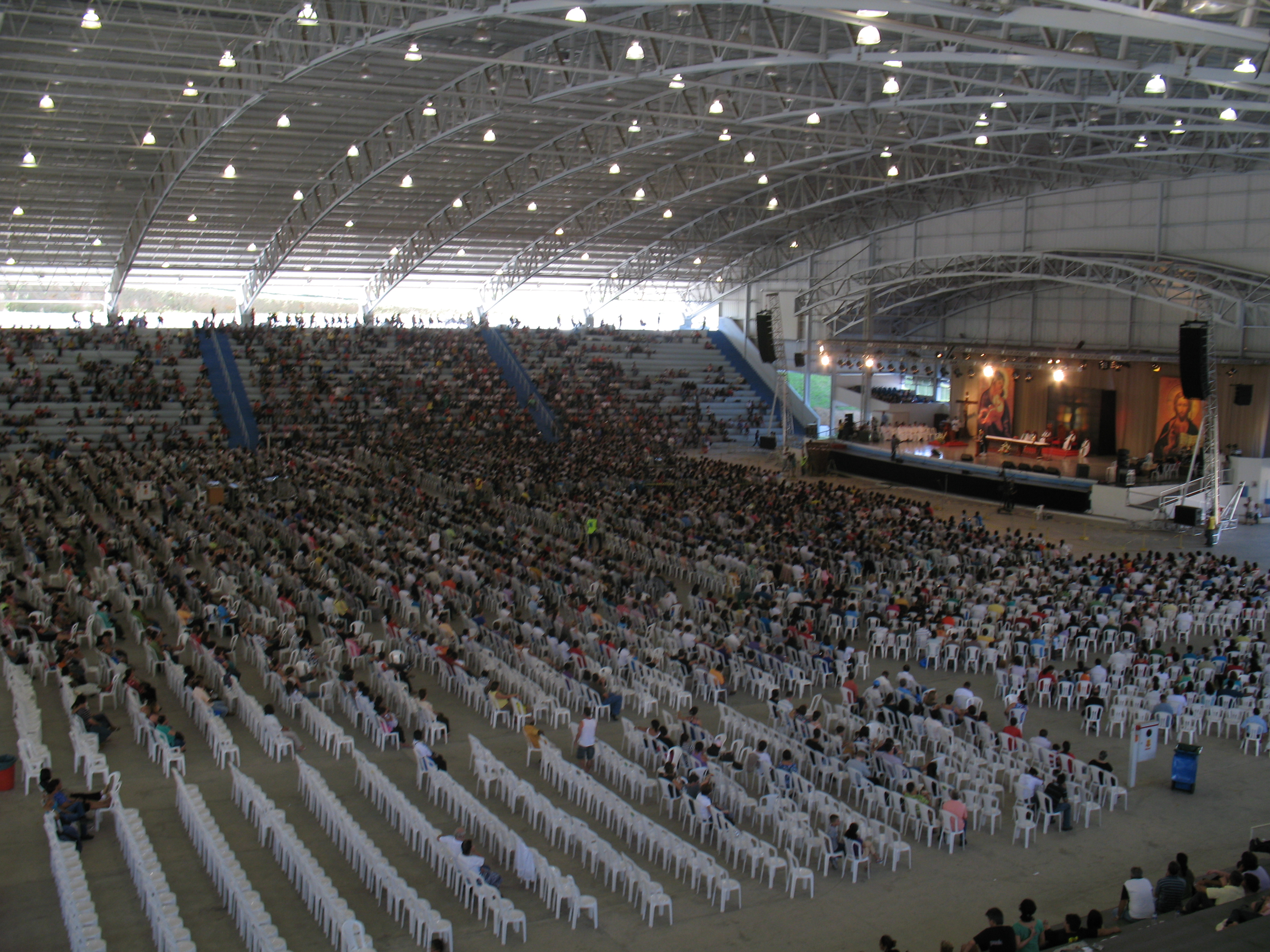
Missa sendo celebrada no "rincão" da TV Canção Nova, em Cachoeira Paulista.

### Televisão
Especialmente a partir dos anos 1990 passou a se voltar à TV; mesma época em que as igrejas pentecostais se tornaram mais visíveis por meio de uma presença agressiva. Há nove emissoras católicas de TV no Brasil, de diferentes proprietários e fundações, geradoras de conteúdo: TV Aparecida, TV Nazaré, TV Imaculada, TV Horizonte, TV Pai Eterno, Rede Vida, TV Canção Nova, Rede Século 21 e TV Evangelizar — as três últimas ligadas à Renovação Carismática Católica. Elas contam com boa estrutura e competem entre si pela audiência, que historicamente costumava ser baixa, mas que vem crescendo desde o início da pandemia de COVID-19. O destaque dos números é da TV Aparecida, que tem surpreendido as concorrentes com audiências altas, que vêm se tornando rotineiras, como a conquista do segundo lugar na Grande São Paulo em maio de 2020, atrás apenas da Globo. A emissora do Santuário Nacional também vem cravando o terceiro lugar por outras vezes nos índices do Kantar Ibope, especialmente em 2022.
A Igreja Católica mantém grande presença na rotina da televisão brasileira, mesmo em grandes emissoras comerciais, como a Rede Globo, e nas emissoras públicas. Ainda que a programação propriamente católica não ocupe muito tempos dessas emissoras, a devoção popular católica continua muito presente no jornalismo. Um levantamento feito pelo portal TV História, evidenciou que a transmissão da Santa Missa é o único programa propriamente religioso da TV Globo, que toma uma hora de sua programação. O mesmo tempo é dado à Missa de Aparecida pelas emissoras públicas — TV Cultura e TV Brasil. É comum, por exemplo reportagens serem exibidas nos telejornais em festividades religiosas, como datas litúrgicas ou dias de santos — especialmente os de mais notoriedade, como a Semana Santa, Corpus Christi, dias de santos populares, a festa de Nossa Senhora Aparecida, o dia de Finados e o Natal.

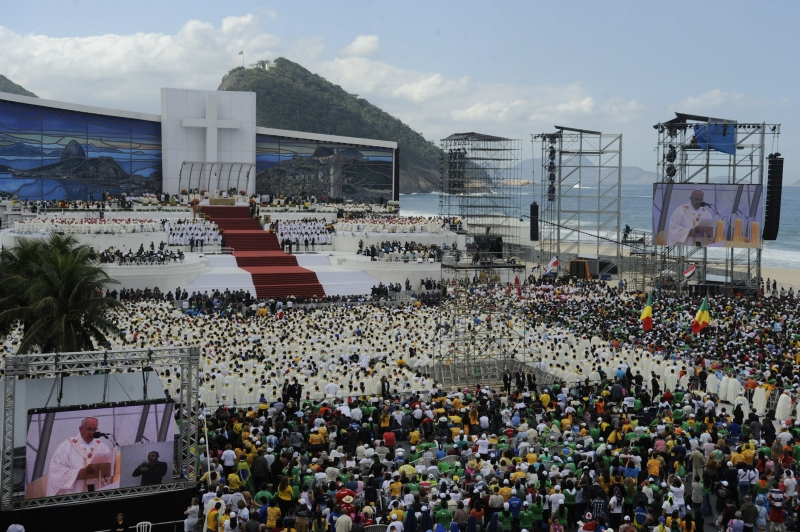
Missa de encerramento da Jornada Mundial da Juventude de 2013.

A cobertura jornalística das emissoras também costuma ser extensa em grandes eventos, como na Jornada Mundial da Juventude de 2013, que foi realizada no Rio de Janeiro, e contou com a cobertura de diversas emissoras comerciais, especialmente da Globo, que exibiu alguns eventos de forma ininterrupta. A TV Cultura, a Globo News, a RedeTV! e até mesmo a RecordTV (ligada à Igreja Universal do Reino de Deus) também cobriram a programação do Papa Francisco no Brasil. A chegada do Pontífice ao país foi exibida por todas as emissoras abertas, pagas e públicas. TV Globo, Record, SBT, Band, RedeTV!, TV Aparecida, TV Canção Nova, Rede Vida, TV Brasil, TV Cultura, Globo News, BandNews TV e Record News exibiram os momentos iniciais de Francisco. Semelhantemente, em 2007, durante a viagem apostólica de Bento XVI ao Brasil, as emissoras brasileiras interessadas em exibir a agenda de compromissos do Santo Padre, se organizaram em um pool, lideradas pela Globo, que contou também com o SBT, Band, Rede Vida, RedeTV! e Rede Record. Além da cobertura ao vivo, diversas delas também promoveram flashes durante a programação. De qualquer forma, o Papa Francisco e a Santa Sé têm sido críticos da grande mídia por adulterações e distorções de suas falas, e também por atuar no lugar de juíza de casos exibidos e "manipulando" a opinião pública. "A mídia começa a falar mal das pessoas, dos dirigentes, e com a calúnia e a difamação essas pessoas ficam manchadas. Depois chega a Justiça, e as condena". Até mesmo pastores evangélicos, como o deputado Marco Feliciano já chegaram a criticar as distorções midiáticas das falas dos pontífices; em julho de 2013 ele afirmou que estava de acordo com a fala de Francisco, que afirmou que "se uma pessoa é gay, busca Deus e tem boa vontade, quem sou eu para julgá-la?", mas que a imprensa foi desonesta e noticiou isso como se o Papa tivesse liberado "o que a bíblia proibiu". Feliciano ainda afirmou que "O Papa disse que a igreja não muda seus posicionamentos. Ou seja, ela ama o pecador mas não ama o pecado".
A teledramaturgia brasileira costuma abordar a fé católica, algumas vezes e forma positiva, mostrando a piedade popular, e outras de forma negativa, ridicularizando personagens religiosos ou dando-os os papéis de vilões. Uma das polêmicas ocorreu na novela Mulheres Apaixonadas, com a personagem Estela (Lavínia Vlasak) que se apaixona pelo padre Pedro (Nicola Siri), até conseguir
fazê-lo deixar o celibato e sua vocação sacerdotal. Também ocorreu situação semelhante na novela O Fim do Mundo, com os personagens de Maria do Socorro (Tatiana Issa e frei Euzébio (Norton Nascimento), além da personagem Zizi Badaró (Cininha de Paula), que era católica fervorosa, mas mostrada como fofoqueira e julgando a vida alheia. Na novela A Indomada, a personagem Altiva (Eva Wilma) tenta a todo custo impedir o casamento religioso de Maribel (Monica Carvalho), prostituta que decide deixar os programas no bordel para formar uma família. Altiva é muito religiosa e afirma ser a "defensora da moral e dos bons costumes de Greenville" (cidade fictícia em que se passa a trama).
Outras pautas contra a fé cristã apresentadas pelas telenovelas são as críticas a valores tradicionais, personagens femininas não reflete os papéis tradicionais de comportamento tradicional feminino na sociedade e adultérios. No geral, a maioria dos setores da Igreja considera que as novelas vem distorcendo os valores éticos cristãos.  A forma de a Rede Globo lidar com o casamento rendeu até mesmo um estudo  do Banco Interamericano de Desenvolvimento, cuja conclusão foi de que as novelas têm grande impacto no número de divórcios que vem crescendo em todo o Brasil. "A parcela de mulheres que se separaram ou se divorciaram aumenta significativamente depois que o sinal da Globo se torna disponível" nas cidades do país, especialmente nas menores, onde o sinal é captado por uma parcela mais alta da população local. Foram analisadas 115 novelas transmitidas pela Globo entre 1965 e 1999. Nelas, 62% das principais personagens femininas não tinham filhos e 26% eram infiéis a seus parceiros.
O sexo antes do casamento também é frequentemente explorado, em tramas como Malhação; Viver a Vida, com Mia (Paloma Bernardi) e era ridicularizada por sua irmã Isabel (Adriana Birolli); em Amor à Vida, a personagem Perséfone (Fabiana Karla) fazia de tudo para perder sua virgindade, por considerar que já estava velha para ainda ser virgem; em Morde & Assopra, o personagem Cristiano (Paulo Vilhena) era alvo de chacota dos amigos por ser virgem; O Tempo não Para, com os personagens Marocas (Juliana Paiva) e Samuca (Nicolas Prattes); O Fim do Mundo, com Letícia (Paloma Duarte) e Josias (Guilherme Fontes); Mulheres Apaixonadas, com Edwiges (Carolina Dieckmann) e Cláudio (Erik Marmo) – a personagem é católica fervorosa e é ridicularizada por outros personagens, recebendo o apelido de "Edvirgem"
Por fim, outro problema entre a Igreja Católica e a Rede Globo, ocorreu durante a exibição de Laços de Família, em novembro de 2000. A emissora solicitou autorização à Arquidiocese do Rio de Janeiro para gravar as cenas do casamento dos personagens Edu (Reynaldo Gianecchini) e Camila (Carolina Dieckmann) em algumas de suas dependências, mas o pedido foi negado, sob a alegação de que "os valores apresentados nessa novela são contrários aos valores da família e ao comportamento moral, entre outros, além de ferir a moral cristã, a família e a doutrina da Igreja". Mesmo com a negativa da arquidiocese, a capela São Pedro de Alcântara, no campus da Universidade Federal do Rio de Janeiro (UFRJ), na Urca, foi usada indevidamente pela Globo para as imagens. A reação foi furiosa, com o então arcebispo do Rio de Janeiro, Dom Augusto Zini Filho, ameaçando de suspender os serviços religiosos na capela a partir do dia da exibição do capítulo. A emissora foi obrigada a recuar e teve de regravar a cena em seus estúdios, gerando um prejuízo de cerca de cem mil reais.
O padre Paulo Ricardo, em entrevista à Canção Nova, afirma que "crianças e adolescentes acompanham novelas e seriados que mostram uma realidade distorcida de família e relacionamentos. [...] Quanto mais cedo as crianças forem expostas a esses valores não cristãos, provavelmente, se tornarão jovens e adultos influenciados por esse ambiente apresentado pelas novelas". O padre também afirmou:
| “ | Não tenham medo de ser família. Sejam família, gastem-se para seus filhos, educando-os para tê-los consigo o quanto mais vocês puderem. Quem educa o filho não é o videogame, a novela, o joguinho e nada disso, mas o convívio harmonioso com os pais. | ” |
|   | — Padre Paulo Ricardo, em entrevista à Canção Nova.. |   |

Casos de novelas que envolveram tramas religiosas, mas foram bem avaliadas aos olhos da Igreja também ocorreram, como A Padroeira, produzida para reverenciar Nossa Senhora Aparecida. Inicialmente a produção causou apreensão no então reitor do Santuário, José Ulysses da Silva, por possíveis "distorções da história real e deformações religiosas", já que a emissora não havia buscado por respaldo histórico junto à Basílica. Em 2017, a novela foi  liberada pela Globo para ser exibida pela TV Aparecida, em comemoração aos 300 anos da descoberta da imagem no Rio Paraíba. A Globo não cobrou nada pela exibição de sua produção, enquanto coube à TV Aparecida pagar pelos direitos de imagem do elenco e das trilhas musicais. O SBT também foi elogiado pela produção da novela infantil Carinha de Anjo, que se passava em um convento, apesar de a Igreja deixar claro que a rotina exibida é muito diferente de um convento real.

## Conferência Episcopal

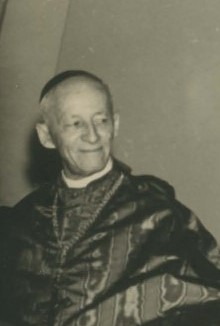
Dom Carlos Carmelo de Vasconcelos Motta, primeiro presidente da CNBB

A reunião dos bispos do país forma a Conferência Nacional dos Bispos do Brasil (CNBB), que foi criada em  14 de outubro de 1952. A criação do órgão se deve principalmente ao empenho do então Monsenhor Helder Câmara, e contou com muito apoio e opiniões do Monsenhor Giovanni Battista Montini, que depois viria a se tornar o Papa Paulo VI, até então ele trabalhava na Secretaria de Estado do Vaticano e imediato colaborador do Papa Pio XII, que aprovou a criação da CNBB. Até então, poucos países tinham suas conferências nacionais organizadas: Estados Unidos, França e Alemanha, fazendo da CNBB uma pioneira no mundo.
Em 5 de maio de 1952, os cardeais Dom Jaime de Barros Câmara e Dom Carlos Carmelo de Vasconcelos Motta endereçaram cartas a todos os bispos do Brasil, para expor o projeto de fundação da CNBB. Eles solicitaram o parecer de cada bispo, enviaram a proposta de um regulamento, pedindo sugestões de emenda, e convocaram os arcebispos metropolitanos para a assembleia de fundação, que aconteceu de 14 a 17 de outubro daquele ano. Diante da resposta positiva dos bispos e arcebispos e das sugestões dadas, criou-se a Conferência. Seis secretariados nacionais foram estabelecidos a partir da criação da entidade: Educação, Ação Social, Ensino Religioso, Seminários e Vocações Sacerdotais, Apostolado Leigo e Liga Eleitoral Católica. Também foi decidido organizar um Congresso Mariano Nacional em 1954, e o Congresso Eucarístico Internacional no Rio de Janeiro em 1955. O divórcio também foi muito estudado e debatido. A CNBB também logo de início se prontificou a enviar uma mensagem de esperança ao povo da Bulgária, que à época vinha sofrendo perseguição religiosa dos governos comunistas. Em 1977 a sede da conferência se transfere do Rio de Janeiro para Brasília. Em 2023 foi lançada pela CNBB a terceira edição típica da versão brasileira do Missal Romano, visando uma tradução mais rica e solene em relação ao texto original em latim. O trabalho de tradução levou 19 anos e entrou em vigor no dia 3 de dezembro daquele ano.
Uma das ações mais conhecidas da CNBB é a Campanha da Fraternidade, que se realiza anualmente no Tempo da Quaresma, e visa despertar a caridade nos fiéis nesse período em que a Igreja convida todos à conversão. A cada ano é escolhido um tema, que é desenvolvido nas paróquias e tem um hino oficial. A primeira Campanha da Fraternidade foi feita em 1964, levando o tema "Igreja em Renovação".

## Nunciatura Apostólica
A Internunciatura do Brasil foi criada em 1829, e elevada à categoria de Nunciatura Apostólica em 14 de fevereiro de 1901.

## Visitas Papais

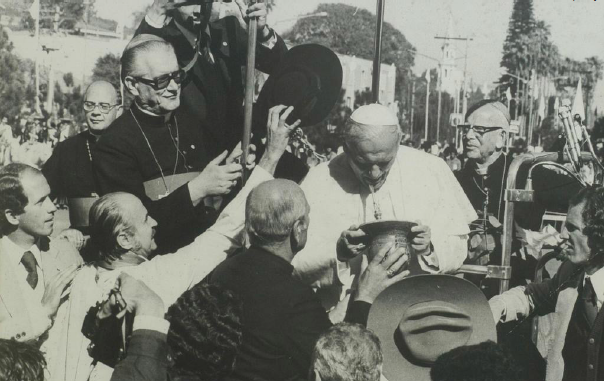
Papa João Paulo II tomando chimarrão em Porto Alegre, na viagem de 1980.

### Papa João Paulo II
O Papa João Paulo II esteve em território brasileiro por quatro vezes. A primeira viagem ocorreu entre 30 de junho e 12 de julho de 1980, e incluiu em seu itinerário as cidades de Brasília, Belo Horizonte, Rio de Janeiro, São Paulo, Vitória, Aparecida, Porto Alegre, Curitiba, Manaus, Recife, Salvador, Belém, Teresina e Fortaleza. O papa foi recebido pelo então presidente João Figueiredo, beatificou o Padre Anchieta e participou do X Congresso Eucarístico Nacional, em Fortaleza. Calcula-se que 12 milhões de pessoas tenham ido às ruas para ver o Pontífice. Ao descer do avião em Brasília, o papa ajoelhou-se e beijou o solo brasileiro. Ele agradeceu à saudação do presidente em português. Um dos destaques foi a subida de João Paulo II ao Morro do Vidigal, em meio à favela. Antes de deixar o país, o Santo Padre abençoou a cidade do alto do Corcovado.  Em 11 de junho de 1982, João Paulo II passou rapidamente pelo Brasil em uma escala feita no Rio de Janeiro durante sua ida à Argentina. Ele fez um discurso rápido à imprensa.

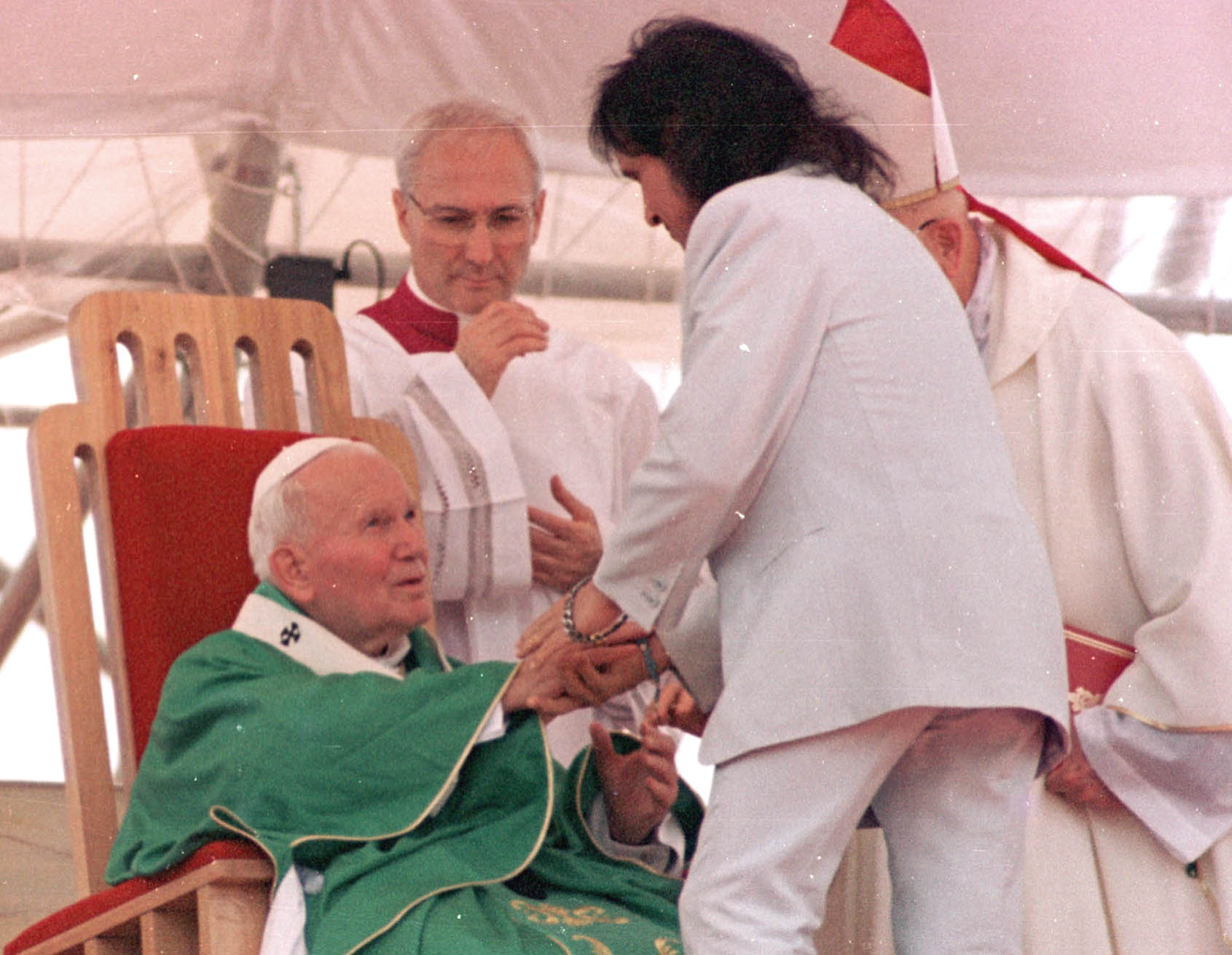
O Papa João Paulo II com o cantor Roberto Carlos.

Entre 12 e 21 de outubro de 1991, João Paulo II retorna ao Brasil, passando pelas cidades de São Luís, Brasília, Goiânia, Cuiabá, Campo Grande, Florianópolis, Vitória, Maceió e Salvador. O papa desembarcou no Aeroporto Augusto Severo, em Parnamirim, no Rio Grande do Norte. Ele beijou o chão ao descer do avião, como era de seu costume ao chegar aos países que visitava. Em seu discurso de boas-vindas destacou o potencial brasileiro para desempenhar um papel de relevância entre os povos de todo o mundo. Os objetivos da viagem foram de participar do encerramento do XII Congresso Eucarístico Nacional, reunindo-se com os bispos brasileiros, em Natal, e canonizar Madre Paulina, em Florianópolis. Em Salvador, ele visitou irmã Dulce, que já vinha com a saúde debilitada, mas não havia deixado de realizar suas obras de caridade. Por fim, a última vez que João Paulo II esteve em território brasileiro foi entre os dias 2 e 5 de outubro de 1997. Recebido por Fernando Henrique Cardoso, então presidente, o Papa ficou na cidade do Rio de Janeiro, participando do II Encontro Mundial das Famílias, e posicionando-se contra o divórcio, o aborto e os métodos contraceptivos. A missa celebrada no Aterro do Flamengo reuniu 2 milhões de pessoas.
{{Citação2|Ao deixar esta terra abençoada do Brasil, eleva-se na minha alma um hino de ação de graças ao Altíssimo, que me permitiu viver aqui horas intensas e inesquecíveis, com o olhar fixo no Cristo Redentor, que domina a Baía de Guanabara, e na certeza do amparo maternal de Nossa Senhora da Penha, a proteger esta cidade querida desde o seu Santuário situado não longe daqui. Na minha memória ficarão para sempre gravadas as manifestações de entusiasmo e de profunda piedade deste povo generoso da Terra da Santa Cruz.|Papa João Paulo II em seu discurso de despedida no Aeroporto do Galeão, em 5 de outubro de 1997

### Papa Bento XVI
A única viagem apostólica de Bento XVI ao Brasil ocorreu entre os dias 9 e 14 de maio de 2007, e ficou marcada pela canonização de Santo Antônio de Sant'Anna Galvão — o Frei Galvão — e pela sua participação na Quinta Conferência Geral do Episcopado Latino-Americano e do Caribe (Celam). O Santo Padre percorreu a capital paulista, Guaratinguetá e Aparecida. Em São Paulo, passou pelo Mosteiro de São Bento, pela Catedral da Sé, pelo Memorial da América Latina e a um encontro com jovens no estádio do Pacaembu, e uma missa no Campo de Marte, quando foi canonizado Frei Galvão, em meio a uma multidão de fiéis. Já em Guaratinguetá, o pontífice visitou a Fazenda da Esperança, onde é feito tratamento para dependentes químicos, e o Santuário Nacional de Nossa Senhora Aparecida, onde celebrou uma missa. Conhecido por ser rígido com a liturgia e protocolos, o Sumo Pontífice mostrou um lado seu que a maioria dos brasileiros ainda desconhecia, como sair para acenar ao povo por dez vezes da sacada de seu aposento no mosteiro — apenas três vezes estavam programadas. Bento XVI classificou a viagem ao país como "inesquecível". O texto final da conferência da Celam, conhecido como Documento de Aparecida, foi coordenado pelo então cardeal arcebispo de Buenos Aires e então presidente da Conferência Episcopal Argentina, Jorge Mario Bergoglio, que viria a se tornar futuramente o sucessor de Bento XVI, Papa Francisco. Bento XVI, em discurso aos bispos latino-americanos, falou sobre os sistemas econômicos do capitalismo e do marxismo e sobre a participação da família nas missas, afirmando:
| “ | O que é o real? São "realidades" somente os bens materiais, os problemas sociais, econômicos e políticos? Aqui está precisamente o grande erro das tendências predominantes no último século, erro destruidor, como demonstram os resultados tanto dos sistemas marxistas como também dos capitalistas. Falsificam o conceito de realidade com a deturpação da realidade fundante e por isso decisiva, que é Deus. Quem exclui Deus do seu horizonte falsifica o conceito de "realidade" e, por conseguinte, só pode terminar por caminhos equivocados e com receitas destruidoras. [...] Eis por que a necessidade de dar prioridade, nos programas pastorais, à valorização da Missa dominical. Temos de motivar os cristãos para que participem nela ativamente e, se possível, melhor com a família. A participação dos pais com seus filhos na celebração eucaristia dominical é uma pedagogia eficaz para comunicar a fé e um estreito vínculo que mantém a unidade entre eles. O domingo significa ao longo da vida da Igreja, o momento privilegiado do encontro das comunidades com o Senhor ressuscitado. É necessário que os cristãos sintam que não seguem um personagem da história passada, mas Cristo vivo, presente no hoje e no agora de suas vidas. Ele é o Vivente que caminha ao nosso lado, mostrando-nos o sentido dos acontecimentos, da dor e da morte, da alegria e da festa, entrando nas nossas casas e permanecendo nelas, alimentando-nos com o Pão que dá a vida. Por isso a celebração dominical da Eucaristia tem que ser o centro da vida cristã. | ” |
|   | — Papa Bento XVI aos bispos latino-americanos Quinta Conferência Geral do Episcopado Latino-Americano e do Caribe. |   |

### Papa Francisco
A vinda ao Brasil para a Jornada Mundial da Juventude de 2013 foi a primeira viagem apostólica do papado de Francisco, e ocorreu entre os dias 22 e 28 de julho de 2013. Esse evento foi considerada como "o maior da história do Rio de Janeiro". O Pontífice também passou pelo Santuário Nacional de Nossa Senhora Aparecida, no Vale do Paraíba. Desde da abertura até a missa de encerramento do evento foram 14 momentos, com autoridades civis, bispos, jovens e voluntários, além de atendimentos, discursos e orações. As principais atenções da presença do Papa no Brasil voltaram-se para a Praia de Copacabana, já que, na missa de encerramento, o Pontífice reuniu 3,7 milhões de pessoas, sendo a segunda maior edição da JMJ, perdendo apenas para a edição de 1995, em Manila, nas Filipinas.
| “ | O primeiro nome dado ao Brasil foi justamente o de «Terra de Santa Cruz». A Cruz de Cristo foi plantada não só na praia, há mais de cinco séculos, mas também na história, no coração e na vida do povo brasileiro e em muitos outros povos: o Cristo sofredor, sentimo-lo próximo, como um de nós que compartilha o nosso caminho até o final. Não há cruz, por pequena ou grande que seja, da nossa vida que o Senhor não venha compartilhar conosco. Mas a Cruz de Cristo convida também a deixar-nos contagiar por este amor; ensina-nos, pois, a olhar sempre para o outro com misericórdia e amor, sobretudo quem sofre, quem tem necessidade de ajuda, quem espera uma palavra, um gesto; a Cruz nos convida a sair de nós mesmos para ir ao encontro destas pessoas e lhes estender a mão. Tantos rostos — acabamos de vê-los na Via-Sacra— acompanharam Jesus no caminho para o Calvário: Pilatos, o Cireneu, Maria, as mulheres... Hoje eu lhe pergunto: Com qual deles você quer parecer-se? | ” |
|   | — Papa Francisco durante a Via Sacra da JMJ Rio 2013. |   |

## Santos
A lista abaixo não se refere apenas a pessoas nascidas no Brasil, mas também que morreram no país ou que tiveram um papel importante na história:

### Santos
- Santo Afonso Rodrigues[183][184]
- Santo André de Soveral, Ambrósio Francisco Ferro, Mateus Moreira e 27 companheiros mártires[185][186][187]
- Santo Antônio de Sant'Ana Galvão, até hoje conhecido por Frei Galvão. Foi canonizado pelo Papa Bento XVI em 2007, e se tornou o primeiro santo nascido no Brasil a ser reconhecido pela Igreja Católica.[188][189]
- Santa Dulce dos Pobres, primeira mulher brasileira a ser canonizada[190][191]
- São José de Anchieta[192]
- São Juan del Castillo[193]
- Santa Paulina[194]
- São Roque González de Santa Cruz[195]

### Beatos
| - Adilio Daronch - Albertina Berkenbrock - Assunta Marchetti - Benigna Cardoso da Silva - Donizetti Tavares de Lima - Humberto van Lieshout - Inácio de Azevedo e 39 companheiros mártires | - Isabel Cristina Mrad Campos - Giovanni Schiavo - Lindalva Justo de Oliveira - Maria Bárbara da Santíssima Trindade - Manuel Gómez González - Mariano de la Mata Aparício |